# Apuleius

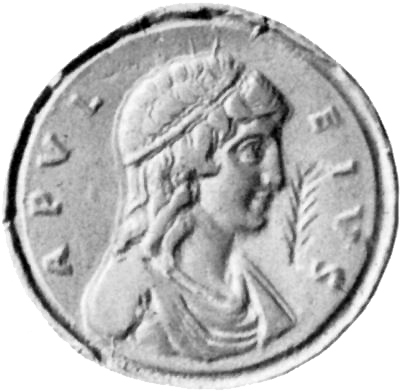
Phantasieporträt des Apuleius auf einem Kontorniaten (Medaillon) des späten 4. Jahrhunderts

Apuleius (auch Apuleius Madaurensis, Apuleius von Madaura oder Apuleius von Madauros; * um 123 in Madauros, der heutigen Ortschaft M’Daourouch im Nordosten Algeriens; † wohl nach 170) war ein römisch-numidischer Schriftsteller, Redner und Philosoph (Mittelplatoniker) der Antike.
Seinen andauernden Ruhm verdankt Apuleius seinem Hauptwerk, dem lateinischen Roman Metamorphosen, auch bekannt als Der goldene Esel, der zur Weltliteratur gezählt wird. Die Interpretation des Romans, der wegen seiner Vielschichtigkeit zahlreiche Rätsel aufgibt, gehört zu den anspruchsvollsten Aufgaben der Klassischen Philologie; die raffinierte Erzähltechnik und die geschickte Verhüllung der Absichten des Autors hat in der Forschung zu einer Fülle von konkurrierenden Deutungsansätzen geführt. Die in den Roman eingefügte Erzählung von Amor und Psyche hat seit der Renaissance das Lesepublikum fasziniert und eine außerordentliche Breitenwirkung entfaltet. Ihr mythologischer Stoff, die Liebesbeziehung zwischen dem Gott Amor und der Königstochter Psyche, hat Hunderten von Dichtern, Schriftstellern, Malern, Bildhauern, Komponisten und Choreografen Motive geliefert. An der wissenschaftlichen Diskussion über die Erzählung haben sich neben den Altertumswissenschaftlern und Literaturtheoretikern auch eine Reihe von Psychoanalytikern und Rechtshistorikern beteiligt.
Apuleius, der als der jüngste Vertreter der Silbernen Latinität gilt, schrieb auch Gedichte und veröffentlichte Abhandlungen über unterschiedliche, insbesondere philosophische Themen sowie Reden. Ein Großteil seiner Werke ist jedoch nicht erhalten geblieben.

## Leben
Als Quellen für das Leben des Apuleius stehen abgesehen von einer Inschrift nur seine Werke zur Verfügung. Sein Gentilname war Apuleius (auch Appuleius geschrieben); für den angeblichen Vornamen Lucius fehlt ein stichhaltiger Beleg.
Apuleius wurde wohl um 123 geboren. Er stammte aus einer angesehenen, wohlhabenden Familie römischer Bürger. Seine Heimatstadt war Madauros (diese Namensform, nicht Madaura, ist wohl die authentische). Sie lag in der römischen Provinz Africa proconsularis. Er bezeichnete sich selbst als „Halbnumider und Halbgaetuler“. Sein Vater war in Madauros Duumvir, also Angehöriger der zweiköpfigen Stadtregierung. Beim Tod des Vaters erbte Apuleius zusammen mit seinem Bruder ein Vermögen von zwei Millionen Sesterzen.
Seinen ersten Schulunterricht erhielt Apuleius wohl in Madauros; dann wurde er in Karthago, dem kulturellen Zentrum des römischen Nordafrika, in Rhetorik ausgebildet. Schon damals entschied er sich für den Mittelplatonismus als seine philosophische Schulrichtung. Schließlich begab er sich zum Studium der Philosophie nach Athen. Dort vervollkommnete er seine Allgemeinbildung und seine Kenntnisse insbesondere in der Dichtkunst und Rhetorik sowie der Geometrie und der Musik. Nach seiner Selbsteinschätzung war er zeitlebens sehr bildungsbeflissen. In Athen hatte er mehrere Philosophielehrer, zu denen möglicherweise Lukios Kalbenos Tauros gehörte, der prominenteste Platoniker Athens um die Mitte des 2. Jahrhunderts. Apuleius war auch offen für den Einfluss des Neupythagoreismus, der sich damals oft mit dem Platonismus vermischte. Während seines Griechenlandaufenthalts ließ er sich in eine Reihe von Mysterienkulten einführen; sein lebhaftes Interesse an religiösem Geheimwissen brachte ihm später den Ruf ein, ein Magier zu sein.
Nach dem Abschluss seiner Ausbildung unternahm Apuleius ausgedehnte Reisen, die ihn unter anderem nach Samos und Phrygien führten; zeitweilig hielt er sich in Rom auf, wo er möglicherweise als Anwalt tätig war. Der Archäologe Filippo Coarelli glaubt, ein 1886 in Ostia, der Hafenstadt Roms, entdecktes antikes Gebäude könne mit dem Haus identifiziert werden, das Apuleius bewohnte. Zum dortigen archäologischen Fundmaterial gehören zwei Wasserrohre mit der Aufschrift Lucius Apuleius Marcellus – offenbar der Name des Hausbesitzers – und die Basis einer Reiterstatue des Konsulars Quintus Asinius Marcellus. Dazu passt, dass in Apuleius’ „Metamorphosen“ ein Asinius Marcellus auftritt, der den Romanhelden Lucius in den Osiriskult in Rom einweiht. Falls Lucius Apuleius Marcellus mit dem Schriftsteller identisch ist, hat dieser den Beinamen (Cognomen) seines Gönners, des Konsulars, angenommen.
Mit seiner rhetorischen Aktivität, zu der auch Vorträge über philosophische und religiöse Themen gehörten, reihte sich Apuleius in die Strömung ein, die man mit dem vagen Begriff „Zweite Sophistik“ zu bezeichnen pflegt. Zu dieser Bewegung gehörten Rhetoriklehrer, die sich zugleich der öffentlichen Deklamation widmeten; sie kultivierten eine effektvolle Redekunst nach klassischen Vorbildern und waren zum Teil auch Schriftsteller. Manche von ihnen hatten auch philosophische Interessen. Die Verbindung von Philosophie und Redekunst entsprach dem Zeitgeist, war aber für einen Platoniker begründungsbedürftig, da Platon die Rhetorik scharf kritisiert und die Sophistik bekämpft hatte.
Seine letzte Lebensphase verbrachte Apuleius wiederum in Nordafrika. In Oea, dem heutigen Tripolis, heiratete er die reiche Witwe Aemilia Pudentilla, die einige Jahre älter war als er. Dazu hatte ihn deren Sohn Pontianus, mit dem er seit seiner Studienzeit befreundet war, überredet, da Pontianus um das Vermögen fürchtete, das bei einer anderen Heirat seiner Mutter gefährdet gewesen wäre. Der Bruder von Pudentillas verstorbenem ersten Ehemann missbilligte jedoch diese Eheschließung wegen der erbrechtlichen Konsequenzen. Er erhob im Namen seines Neffen Pudens, des jüngeren der beiden Söhne Pudentillas, Anklage mit der Beschuldigung, Apuleius habe die Heirat durch magische Beeinflussung bewerkstelligt. Wohl 158 oder 159 fand der Prozess in Sabratha statt; der Richter war der Prokonsul der Provinz Africa proconsularis, Claudius Maximus. Apuleius wusste sich wirkungsvoll zu verteidigen und wurde freigesprochen. Später ließ er sich in Karthago nieder, wo er ein Priesteramt übernahm; wahrscheinlich wurde er sacerdos provinciae (leitender Priester im Kaiserkult der Provinz Africa proconsularis). Dort ist er in den sechziger Jahren noch bezeugt, dann verliert sich seine Spur; Ort und Zeitpunkt seines Todes sind unbekannt.
Zwei seiner philosophischen Werke widmete Apuleius seinem „Sohn“ Faustinus; ob damit ein leiblicher Sohn oder ein Schüler gemeint ist, ist unklar.

## Werke
Alle erhaltenen Werke des Apuleius sind in lateinischer Sprache verfasst. Sie zerfallen in die beiden Gruppen der philosophischen und der rhetorischen Schriften. Eine Sonderstellung nimmt sein berühmtestes Werk ein, der Roman „Metamorphosen“. Hinzu kommen kleine Gedichte.

### Metamorphosen

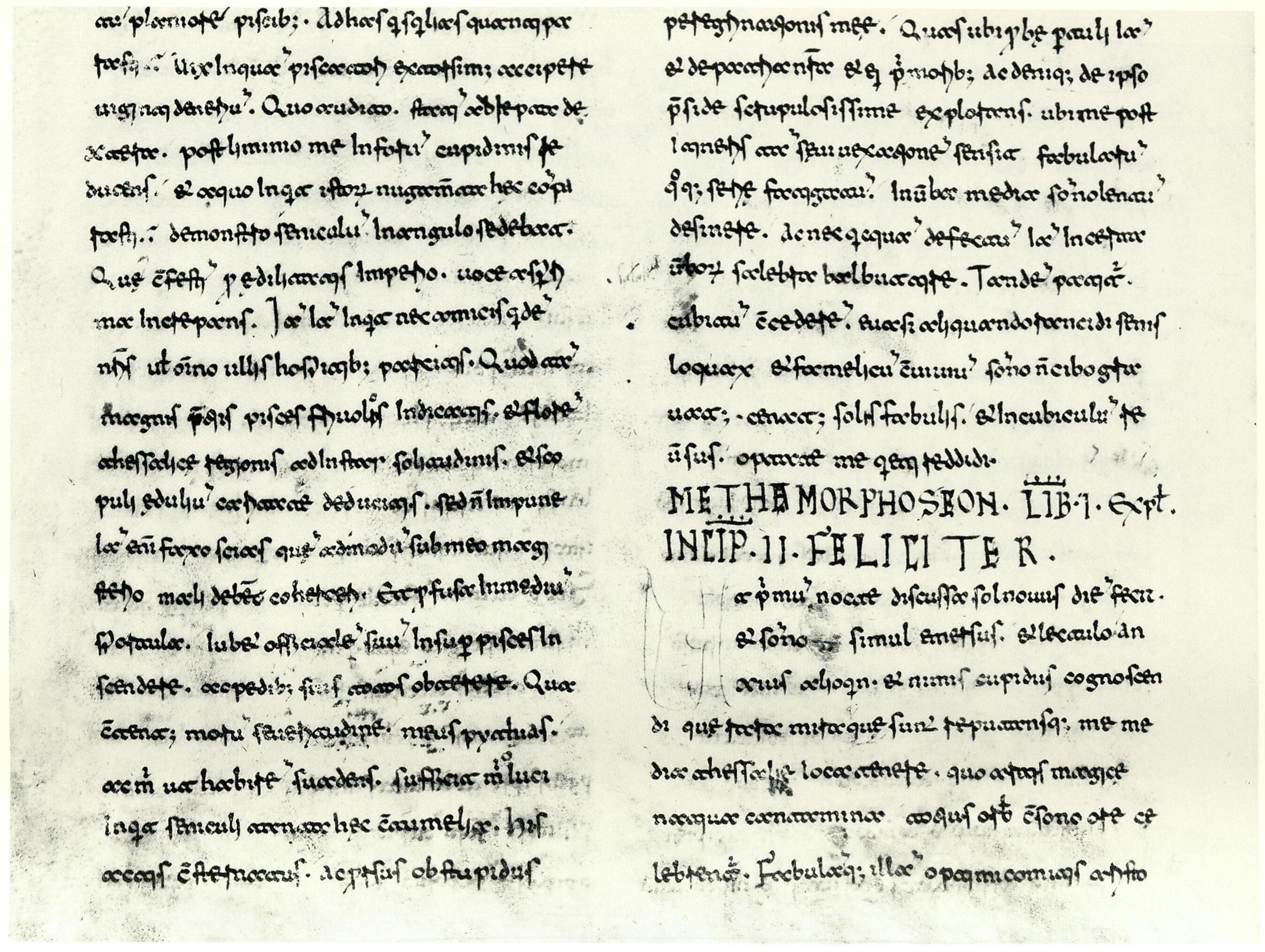
Eine Seite der ältesten Handschrift der Metamorphosen. Florenz, Biblioteca Medicea Laurenziana, Plut. 68.2, Teil 2, fol. 129v (11. Jahrhundert)

Der ursprüngliche Titel dieses Romans lautet „Elf Bücher Metamorphosen“, lateinisch Metamorphoseon libri XI, oder kurz „Metamorphosen“ („Verwandlungen“), lateinisch Metamorphoses. Er erinnert an das gleichnamige Werk des Dichters Ovid, in dessen „Metamorphosen“ ebenso wie bei Apuleius Verwandlungen aus menschlicher in tierische Gestalt thematisiert werden. Der heute geläufige Titel „Der goldene Esel“ (Asinus aureus) ist erst in der Spätantike (bei dem Kirchenvater Augustinus) bezeugt und gilt daher als nicht authentisch, doch hat der Autor möglicherweise einen Doppeltitel gewählt.

#### Inhalt
Erstes Buch: Der Erzähler, der sich Lucius nennt, ist der Held des Romans; er berichtet in der Ich-Form von seinem wechselvollen Schicksal. Im Prolog spricht er den Leser direkt an und stellt sich ihm kurz vor, wobei die Gestalt des Autors mit der des Romanhelden verschmilzt. – Auf einer Geschäftsreise nach Thessalien, das als Land der Hexerei bekannt ist, begegnet er dem Händler Aristomenes, der detailliert erzählt, wie sein alter Freund Sokrates in seiner Gegenwart von einer Hexe mittels Magie ermordet wurde. Der skeptische Begleiter des Aristomenes will nichts davon wissen und hält den Bericht für absurde Flunkerei. In der Stadt Hypata wird Lucius von seinem Gastgeber, dem geizigen Wucherer Milo empfangen.
Zweites Buch: Wiederholt hört Lucius in den folgenden Tagen Schreckliches über die Gefährlichkeit der Hexen; insbesondere erhält er eine Warnung vor Milos Frau Pamphile, die zu den thessalischen Zauberinnen gehört. Dadurch wird seine Neugier aber nur angestachelt. Als er nachts von einer Einladung betrunken heimkehrt, stößt er vor Milos Haustür auf drei Räuber, die er mit seinem Schwert tötet.
Drittes Buch: Am nächsten Tag wird Lucius verhaftet und des Mordes angeklagt. Er ist überrascht, von allen ausgelacht zu werden. Die Gerichtsverhandlung findet öffentlich im Theater vor einer riesigen Menge statt. Die gelungene Verteidigungsrede des Angeklagten bleibt wirkungslos. Man zwingt ihn, die drei aufgebahrten und verhüllten Leichen aufzudecken. Da stellt sich heraus, dass es in Wirklichkeit drei Schläuche sind. Das Publikum bricht in lautes Gelächter aus und zieht ab. Schließlich erfährt Lucius, dass die Anklage nur ein derber Spaß war. Den Anlass dazu bot das „Fest des Lachens“, das an diesem Tag in der Stadt gefeiert wurde.
In Milos Haus erfährt Lucius von der Dienstmagd Photis, mit der er ein sexuelles Verhältnis hat, dass Pamphile die Schläuche magisch belebt hatte, so dass sie wie Einbrecher aussahen. Nun möchte er als versteckter Zuschauer Augenzeuge von Pamphiles Zauberei werden. Photis willigt zögernd ein und lässt Lucius zusehen, wie Pamphile die Gestalt eines Uhus annimmt. Eine solche Verwandlung will Lucius nun selbst erleben. Weil aber Photis die Zaubersalbe, mit der er sich einzureiben hat, verwechselt, verwandelt Lucius sich nicht in einen Vogel, sondern in einen Esel. In der tierischen Gestalt bleibt ihm allerdings sein menschlicher Verstand uneingeschränkt erhalten. Die Dienerin verspricht ihm, die Verwandlung am folgenden Morgen rückgängig zu machen, wofür sie Rosen besorgen will, die er zu diesem Zweck zu verzehren hat. Bis dahin soll er als Esel im Stall bleiben. In der Nacht dringen aber Einbrecher in das Haus ein. Beim Abtransport ihres Diebesguts setzen sie Lucius als Transportesel ein. Damit beginnen die langen Irrfahrten des Esels. Er wird schwer beladen und auf dem Weg durch unwegsames Gebirge mit Schlägen übel zugerichtet.
Viertes bis sechstes Buch: Nach Lucius’ Einstieg in die Zauberwelt ist seine darauf gerichtete Neugier befriedigt; nun wechselt er zwangsläufig die Perspektive und betrachtet die gewöhnliche Welt der Menschen von außen. Da die Menschen ihn für ein normales Tier halten, gehen sie in seiner Gegenwart ungehemmt ihren intimen Beschäftigungen und Gesprächen nach. Lucius beobachtet, hört und versteht alles; dank seiner langen Ohren kann er auch sehr weit Entferntes aufnehmen. Seine Rolle ermöglicht ihm Einblicke in Abgründe der Alltagswelt, die aus diesem Blickwinkel mindestens so schauderhaft erscheint wie die Welt der Hexerei aus gängiger menschlicher Sicht. Hinzu kommt, dass Lucius, der als Mensch der Oberschicht angehörte, als Lasttier Personen ausgeliefert ist, die in der sozialen Rangordnung tief unten stehen oder gar Ausgestoßene der Gesellschaft sind.
Nach schweren Strapazen gelangt der Räubertrupp mit Lucius in die Höhle, die der Bande als Versteck dient. Eine andere Schar trifft ein, man berichtet einander von den Erlebnissen. Es zeigt sich, dass die Verbrecher bei ihren Unternehmungen und Auseinandersetzungen mit der Umwelt töricht vorgehen und daher Verluste erleiden.
Von einem nächtlichen Beutezug bringen die Räuber ein vornehmes Mädchen namens Charite mit, das sie entführt haben, um Lösegeld zu erpressen. Ein Fluchtversuch des Esels mit Charite scheitert. Die Räuber diskutieren über eine grausame Bestrafung der Geflohenen, der Esel soll getötet werden.
Siebtes Buch: Ein Späher der Räuber berichtet, dass man inzwischen in Hypata nach dem verschwundenen Lucius fahndet, da man ihn für einen Komplizen der Räuber hält; auch in seiner Heimatstadt wird er deswegen schon gesucht. Kurz vor der geplanten Tötung des Esels taucht Charites Verlobter Tlepolemus auf. Er gibt sich als Räuber namens Hämus aus und gewinnt das Vertrauen der Bande; es gelingt ihm, die Räuber zu übertölpeln und Charite zu befreien, wobei er den Esel mitnimmt. Nun gehört der Esel dem jungen Paar und wird zunächst gut behandelt. Bald gerät er aber wieder in größte Schwierigkeiten, wird als Transporttier eingesetzt und hat vom Eseltreiber vielfältige Misshandlungen zu erdulden.
Achtes bis zehntes Buch: Ein Sklave Charites trifft ein und berichtet, dass Tlepolemus von einem Nebenbuhler, den Charite abgewiesen hatte, ermordet worden ist. Charite hat sich daraufhin umgebracht, nachdem sie an dem Mörder Rache genommen hatte. Als die Sklaven der beiden davon erfahren, ergreifen sie die Flucht. Der Esel muss ihnen in eine ungewisse Zukunft folgen und erlebt unterwegs wiederum ein gefährliches Abenteuer. Schließlich wird er auf dem Markt verkauft. Sein neuer Besitzer ist ein Anhänger der Syrischen Göttin, ein Scharlatan, der mit seinen Gefährten bettelnd umherzieht; sie leben von den Gaben leichtgläubiger Menschen, denen sie als Wahrsager zukünftigen Erfolg verkünden. Wieder wird der Esel gequält und gerät in Lebensgefahr.
Eines Tages werden die Betrüger wegen eines Diebstahls festgenommen, und der Esel wird ein weiteres Mal auf dem Markt verkauft. Der Käufer ist ein Müller, der ihn als Mühlenesel verwendet. In der Mühle wird er zum Zeugen der Grausamkeiten gegenüber den dort eingesetzten Sklaven und Tieren und wird auch selbst geschunden. Nebenbei erhält er Einblick in den Ehebruch der Müllersfrau, dessen Aufdeckung er ermöglicht, indem er den Liebhaber aus dessen Versteck zwingt. Darauf jagt der Müller seine Frau davon. Sie rächt sich, indem sie ihn mittels Hexerei ums Leben bringt. Für den Esel bedeutet das einen neuen Besitzerwechsel, dem weitere folgen. Er leidet unter Hunger und Kälte, erfährt von furchtbaren Schicksalen und muss rohe Gewalt und ihre Folgen miterleben. Auch in sexuelle Perversion wird er verwickelt. Schließlich gelingt ihm in Korinth die Flucht; er flieht in die nahe Hafenstadt Kenchreai.
Zu Beginn des elften und letzten Buches tritt die Wende ein. Der Esel wendet sich an die Muttergöttin und bittet sie um Hilfe. Sie, die bei allen Völkern unter verschiedenen Namen verehrt wird, erscheint ihm in der Gestalt der Isis und kündigt ihm seine Rettung bei ihrem bevorstehenden Fest an. Bei der Festprozession in Kenchreai wird er Gelegenheit erhalten, die erlösenden Rosen zu verzehren. Zum Dank dafür soll er ihr nach der Wiedererlangung seiner menschlichen Gestalt für den Rest seines Lebens dienen. Tatsächlich wird er öffentlich vor der staunenden Menge in den Menschen Lucius zurückverwandelt. Nach einiger Zeit lässt Isis ihn in ihre Mysterien einweihen. Auf ihre Anweisung übersiedelt er nach Rom, wo er ihr weiterhin dient. Dort empfängt er zwei Einweihungen in die Mysterien von Isis’ Gatten Osiris. Er wird in das Kollegium der Isis- und Osirispriester berufen. Das Priesteramt, das er kahlgeschoren auszuüben hat, erfüllt ihn mit Befriedigung. Seinen Lebensunterhalt verdient er als Rechtsanwalt. So kommen seine Abenteuer zu einem glücklichen Abschluss.

#### Herkunft des Stoffs
Der Stoff stammt aus einer gleichnamigen griechischen Vorlage, die der byzantinische Gelehrte Photios (9. Jahrhundert) einem Autor namens Lukios von Patrai zuschreibt. Dieser griechische Roman ist heute verloren, jedoch ist eine von Photios angefertigte knappe Zusammenfassung erhalten. Eine ähnliche, auf der gleichen Vorlage fußende griechische Erzählung „Lukios oder Der Esel“, deren Ich-Erzähler sich als Lukios von Patrai vorstellt, also den gleichen Vornamen trägt wie der Held der „Metamorphosen“, ist unter dem Namen Lukians überliefert. Sie stimmt in den Grundzügen der Handlung weitgehend mit Apuleius’ Roman überein, streckenweise wirkt der lateinische Text sogar wie eine Übersetzung des griechischen. Allerdings bestehen auch zahlreiche Unterschiede. In beiden griechischen Versionen fehlt der Inhalt des letzten Buchs, die Geschichte nimmt dort ein anderes Ende.

#### Erzählung von Amor und Psyche
Eine Reihe von Geschichten, die in die Romanhandlung eingefügt sind, lassen eine verschachtelte Textstruktur entstehen. Die längste und weitaus berühmteste von ihnen ist die Erzählung von Amor und Psyche, die rund zwei der elf Bücher füllt. Sie stammt nicht aus der griechischen Vorlage, sondern ist eine Schöpfung des Apuleius.
Nachdem Charite entführt worden ist, erzählt ihr die alte Haushälterin der Räuber, um sie von ihrem Leid abzulenken, die Geschichte vom Gott Amor und der Königstochter Psyche, deren Name das griechische Wort für „Seele“ ist. Psyche ist die jüngste und schönste der drei Töchter eines Königs. Wegen ihrer außerordentlichen Schönheit wird sie wie die Göttin Venus verehrt und sogar für eine Verkörperung der Göttin gehalten, was den Neid der Venus erregt. Venus beauftragt ihren Sohn Amor, dafür zu sorgen, dass sich die sterbliche Rivalin in den verächtlichsten und unglücklichsten aller Männer verliebt. Wegen Psyches außerordentlicher Schönheit wagt es niemand, um ihre Hand anzuhalten; im Gegensatz zu ihren älteren Schwestern bleibt sie allein. Der König befragt dazu das Orakel des Gottes Apollon. Der Gott gibt Anweisung, das Mädchen als Braut zu schmücken und auf einen Gebirgsfelsen zu stellen; dann werde ein schreckliches Untier herbeifliegen und sie zur Frau nehmen. Traurig folgen ihre Eltern dem Orakelspruch. Das Monster erscheint aber nicht, sondern ein sanfter Wind trägt Psyche hinab ins Tal, wo sie einschläft.
Als sie aufwacht, findet sie einen schönen Palast von überirdischer Beschaffenheit vor und betritt ihn. Eine körperlose Stimme begrüßt sie, unsichtbare Dienerinnen erfüllen ihre Wünsche. Jede Nacht wird sie von einem Unbekannten aufgesucht, der mit ihr schläft, ohne dass sie sein Gesicht erblicken darf. Er erscheint nur in der Dunkelheit. So verbringt sie eine lange Zeit im Palast. Eines Tages bittet sie den weiterhin Unbekannten, der nun faktisch ihr Gatte ist und als solcher bezeichnet wird, ihr ein Wiedersehen mit ihren Schwestern zu ermöglichen. Er stimmt zögernd zu, warnt sie aber, sie dürfe keinesfalls dem Wunsch ihrer Schwestern nachgeben, seine Identität aufzudecken. Sie verspricht dies. Die Schwestern besuchen sie und beneiden sie um ihren luxuriösen Lebensstil. Obwohl der Unbekannte Psyche warnt, sie werde ihn verlieren und nicht wiedersehen, wenn sie ihr Versprechen breche und sein Gesicht betrachte, lässt sie sich von den bösartigen Schwestern zum Misstrauen gegenüber ihrem Gatten verführen. Sie verdächtigt ihn nun, das einst prophezeite Ungeheuer zu sein. Auf den Rat der Schwestern besorgt sie eine Öllampe, die sie versteckt und dann, als ihr Gatte eingeschlafen ist, hervorholt. Im Licht der Lampe erblickt sie den Gott Amor. Aus der Lampe ergießt sich ein Tropfen Öl auf Amors Schulter, worauf er aufwacht und sie verlässt. Psyche erkennt, dass sie von den Schwestern ins Unglück gebracht worden ist, und nimmt an ihnen tödliche Rache. Als Venus erfährt, dass ihr Sohn ihre Anweisung missachtet und sich mit Psyche verbunden hat, richtet sich ihr heftiger Zorn gegen beide. Amor erhält Hausarrest.

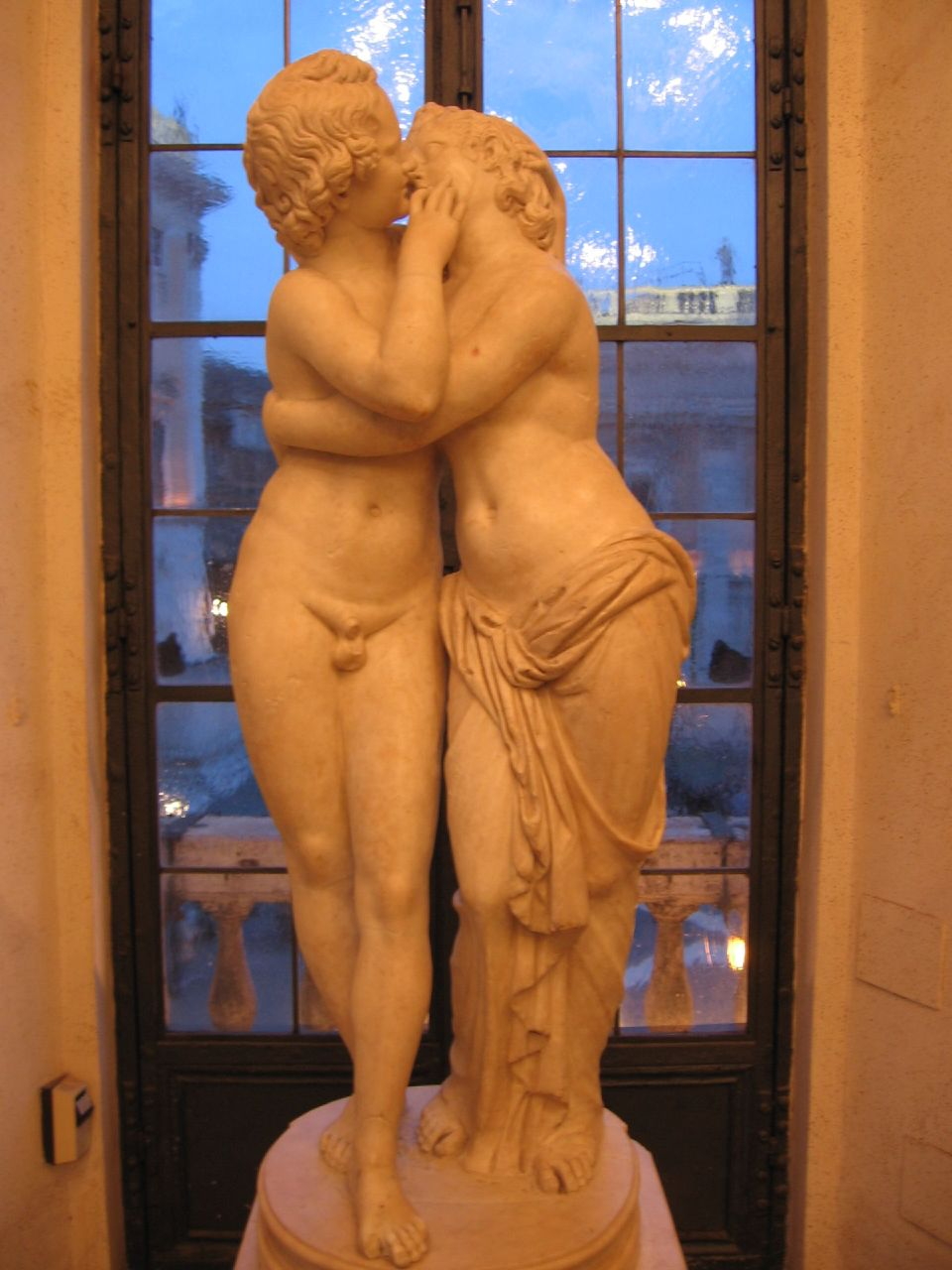
Amor und Psyche. Römische Kopie einer hellenistischen Skulptur, Kapitolinische Museen, Rom

Nun beginnt Psyche die lange Suche nach dem verlorenen Amor. Sie muss sich der Venus ausliefern, denn andere Göttinnen wagen ihr nicht zu helfen. Venus lässt sie foltern und stellt ihr dann, um sie zu strafen und zu demütigen, vier unlösbar scheinende Aufgaben. Psyche meistert drei Aufgaben, da sie die Unterstützung hilfsbereiter Tiere und Pflanzen – der Ameisen, des Schilfrohrs und des Adlers – erhält. Die vierte und schwerste Aufgabe ist, in die Unterwelt, das Totenreich, hinabzusteigen und etwas von der Schönheit der Proserpina, der Gattin des dort herrschenden Gottes Pluto, in einem Gefäß mitzubringen. Psyche löst auch diese Aufgabe, Proserpina gibt ihr die verschlossene Büchse mit. Auf dem Rückweg öffnet Psyche den Deckel aus Neugier. In der Büchse ist aber nichts Sichtbares, keine Schönheit, sondern ein Dauerschlaf steigt aus ihr empor und befällt Psyche.
Schließlich kann Amor aber entkommen. Er findet und weckt Psyche; den Schlaf steckt er in die Büchse zurück. Nun kann Psyche Proserpinas Gabe bei Venus abliefern. Amor wendet sich an den Göttervater Jupiter mit der Bitte um Hilfe. Jupiter erbarmt sich und findet die Lösung: Er reicht Psyche einen Becher mit Ambrosia und kündigt ihr an, dass sie durch diese Nahrung Unsterblichkeit erlangen wird. So unter die Unsterblichen versetzt ist Psyche eine standesgemäße, auch für Venus akzeptable Braut für Amor. Unter den Göttern feiern die beiden Hochzeit. Das Paar bekommt eine Tochter, die „Wonne“ (Voluptas) genannt wird.
Der Stoff dieser Erzählung und anderer eingeschobener Geschichten ist vor allem unter religionswissenschaftlichem und ethnologischem Aspekt intensiv untersucht worden. Forscher haben Vergleiche mit ähnlichen Geschichten aus unterschiedlichen Kulturen angestellt und die Frage nach der mutmaßlichen Herkunft des Stoffs erörtert. Dabei denkt man insbesondere an ein mündlich überliefertes altes Märchen als Ausgangspunkt einer Entwicklung, an deren Ende die vorliegende literarische Gestaltung steht. Seit Richard Reitzenstein wird die Hypothese eines orientalischen Ursprungs diskutiert, wobei Psyche im ursprünglichen Mythos eine Gottheit war. Reitzenstein dachte an einen iranischen Schöpfungsmythos; außerdem vermutete er für das Kernmotiv, die Vereinigung von Gott und Mensch, Herkunft aus einer indischen Erzählung. Wichtig für das Verständnis ist der Bezug zur Schilderung des Schicksals der Seele in Platons Dialog Phaidros, doch unterscheidet sich Apuleius’ Geschichte durch ihre frivolen, burlesken und amüsanten Züge stark von Platons Umgang mit dem Thema seines Dialogs. In der Erzählung sind auch Motive aus der griechischen Romanliteratur und aus Werken anderer Gattungen (Komödie, Liebeselegie) verarbeitet.

#### Deutung
Der religiös-philosophische Hintergrund des Werks ermöglicht dem Leser, in den geschilderten seltsamen, teils grotesken Vorgängen einen tieferen Sinn zu suchen und zu finden. Der Roman kann aber auch ohne Berücksichtigung einer solchen Tiefendimension gelesen werden und als bloße Unterhaltungslektüre dienen; in diesem Sinne wird dem Leser im Prolog angekündigt: „Du wirst dein Vergnügen haben“ (laetaberis). Seit langer Zeit ist in der Forschung die Frage nach dem Verhältnis zwischen den unterhaltsamen, teils distanziert-ironischen Zügen und dem Aspekt eines ernsthaften religiösen Erlösungsstrebens umstritten. Manche Forscher meinen, der Roman sei hauptsächlich oder gar ausschließlich als satirische Unterhaltungsliteratur konzipiert, andere sind der Überzeugung, das Anliegen des Autors sei auch bzw. in erster Linie ein religiöses oder philosophisches Bekenntnis und Werbung für einen Erkenntnis- und Erlösungsweg. Auch unter den Befürwortern der letzteren Sichtweise bestehen Meinungsverschiedenheiten; nach einer Hypothese favorisiert Apuleius den Isiskult als einen Weg der erlösenden religiösen Hingabe, nach einer anderen geht es ihm vor allem um die platonische Metaphysik und Eros-Lehre. Jüngst wurde verstärkt auch ein Mittelweg im Sinn einer unterhaltsamen Verarbeitung ernster Themen in einem "leichten" literarischen Medium befürwortet. Einen anderen, narratologischen Ansatz hat John J. Winkler gewählt; seine Arbeit wurde für die erzähltheoretische Forschungsrichtung bahnbrechend. Nach Winklers Auffassung will der Autor den Leser verunsichern, ihm eine „richtige“ Deutung vorenthalten und ihn damit zu einer eigenen Interpretation motivieren.
Das Leitmotiv ist das Thema des Wissensdrangs und seiner Ambivalenz zwischen harmloser Wissbegierde und verhängnisvoller, mit Übermut und Anmaßung verbundener Neugier (curiositas). In den ersten drei Büchern, in denen Lucius noch als Mensch auftritt, führt ihn seine angeborene Neugier zu den Hexen, deren Leben von Grausamkeiten und Schrecken erfüllt ist und dennoch eine starke Faszination auf ihn ausübt. Nach der Verwandlung, in den Büchern 4–10, erhält er als Esel Gelegenheit, das Entsetzliche im Leben normaler Menschen gründlich kennenzulernen. Immer wieder erfährt er von Verbrechen und Perversitäten oder muss sie selbst miterleben, wobei der Ausgang oft für einen Teil der Beteiligten tödlich ist. Im letzten Buch schließlich, nach der Rückverwandlung des Esels in den Menschen Lucius, erfährt er den Sinn der Abenteuer und Leiden seines Tierdaseins. Sie entpuppen sich als Strafe für seine unangebrachte Neugier.
Anfangs veranlasst ihn die Neugier, seinem normalen Alltag zu entfliehen. Sie führt ihn in die Zauberwelt, in die er energisch und unbesonnen eindringt. Die Verzauberung erweist sich aber nicht als echte Alternative zu einem gewöhnlichen Leben, sondern enthüllt nur die Abgründigkeit des „normalen“ menschlichen Daseins, dessen finstersten Aspekten er sich gerade durch die Magie ausgeliefert hat. Erst mit der Mysterieneinweihung gelangt seine Wissbegierde und Sehnsucht nach dem Wunderbaren an ihr legitimes Ziel. Damit erreicht er schließlich, was er ursprünglich angestrebt hat: den Zugang zu einer verborgenen Realität hinter der gewöhnlichen, sichtbaren Welt. Diesmal verirrt er sich aber nicht wie beim Betreten der magischen Sphäre in einen Bereich des Elends und der Hilflosigkeit, sondern erlangt die Gewissheit seiner Erlösung. Worin das Mysterienwissen besteht, bleibt dem Leser des Romans freilich verborgen, und auch im Schlussteil finden sich neben religiösem Ernst und der Hochstimmung des Erlösten komödienhafte Züge. Darin zeigt sich Apuleius’ raffinierte doppelbödige Erzählkunst.
Breit diskutiert wird in der Forschung die Bedeutung der im elften Buch geschilderten Mysterieneinweihung und das Verhältnis der dort dargestellten ägyptischen Religiosität zum philosophisch geprägten griechischen Religionsverständnis des Platonikers Apuleius. Während das elfte Buch mit seiner Erlösungsthematik früher oft als irritierender Fremdkörper in dem Roman eingeschätzt wurde, nimmt die neuere Forschung eine durchgängig einheitliche Konzeption des Werks an. Ein weiteres oft erörtertes Thema ist die Frage, inwieweit sich der Verfasser mit seinem Erzähler Lucius identifiziert und der Roman somit zumindest punktuell autobiographische Züge trägt. Dabei geht es insbesondere um das elfte Buch, das „Isis-Buch“, wo der Romanheld in die Isis- und Osiris-Mysterien eingeweiht und in das Priesterkollegium aufgenommen wird. Hier dürfte Apuleius’ eigene Teilnahme an Mysterienweihen und vielleicht auch seine Priesterwürde eine Rolle spielen, doch ist unbekannt, ob er auch persönliche Erfahrungen mit dem Isiskult hatte. Der Umstand, dass die Einweihungen des Lucius für ihn mit erheblichen Unkosten verbunden sind, ist als Kritik des Apuleius am Finanzgebaren von Priesterkollegien zu verstehen.

### Philosophische Werke
Vier philosophische Schriften des Apuleius sind erhalten geblieben: „Über den Gott des Sokrates“ (De deo Socratis), „Über Platon und seine Lehre“ (De Platone et eius dogmate), „Über die Welt“ (De mundo) und Peri hermēneías (lateinisch De interpretatione, „Über die Aussage“ oder „Über das Urteil“).

#### Über den Gott des Sokrates
Diese Abhandlung hat zugleich den Charakter einer Rede. Sie beschreibt die Dämonenlehre des Apuleius und bettet sie in das System seiner Kosmologie ein. Er definiert die Dämonen, indem er sie als „mittlere Gottheiten“ einerseits von den erhabenen himmlischen Göttern, andererseits von den Menschen abgrenzt, und er klassifiziert sie systematisch. Seine Schrift ist eine wertvolle Quelle für die antike Dämonologie, die gründlichste unter den bekannten Darstellungen des Themas in der antiken Literatur. Auf die Einleitung (Kapitel 1–5), die von den Himmelsgöttern und den Menschen handelt, folgt die Darlegung der allgemeinen Dämonenlehre (Kapitel 6–16). Anschließend erörtert Apuleius das Daimonion des Sokrates (Kapitel 17–20). Den Abschluss bildet ein Aufruf zur Philosophie. Der Autor fordert den Leser auf, dem Vorbild des Sokrates zu folgen; man solle sich um seine Seele kümmern, äußeren Besitz verachten und ein philosophisches Leben führen (Kapitel 21–24).
In der handschriftlichen Überlieferung ist dem Werk ein Prolog vorangestellt, der aber nach der Ansicht der meisten Forscher nicht dorthin gehört, sondern aus einem heute verlorenen Teil eines rhetorischen Werks des Apuleius, der „Blütenlese“, stammt. Die gegenteilige Auffassung, wonach es sich um einen authentischen Prolog handelt, ist eine weiterhin vertretene Minderheitsposition.

#### Über Platon und seine Lehre
Diese Schrift bietet eine Zusammenfassung der Lehre Platons. Sie ist als Einführung gedacht und soll Unterrichtszwecken dienen. Für die Geschichte des Mittelplatonismus ist sie eine wichtige Quelle, zumal da die meisten Werke der Mittelplatoniker verloren sind.
Die Darstellung beginnt mit einer Lebensbeschreibung Platons (Kapitel 1–4), der ältesten, die erhalten geblieben ist; Platon wird verherrlicht. Es folgt die Beschreibung des Platonismus, wobei in den restlichen vierzehn Kapiteln des ersten Buches die Naturphilosophie samt Kosmologie, die Ontologie und die Seelenlehre behandelt wird, im zweiten die Ethik und die mit ihr zusammenhängende Staatstheorie. Es fehlt somit ein dritter, in der Einleitung angekündigter Teil, der die Logik hätte enthalten müssen; nach der gängigen antiken Einteilung bildet die Logik einen der drei Teile der Philosophie.
Die Echtheit des Werks ist aus sprachlichen und inhaltlichen Gründen in Zweifel gezogen worden, doch überwiegt in der Forschung die Meinung, dass es authentisch ist.
Justin A. Stover hat 2016 die Hypothese vorgetragen, ein von Raymond Klibansky in einer mittelalterlichen Handschrift entdeckter antiker Text – Auszüge aus Werken Platons in freier, zusammenfassender lateinischer Wiedergabe – stamme von Apuleius und sei mit dem fehlenden dritten Buch von Über Platon und seine Lehre zu identifizieren. Stover hat diesen Text kritisch ediert und kommentiert.

#### Über die Welt
Die kosmologische Schrift „Über die Welt“ behandelt das Weltall und seine Teile sowie den göttlichen Schöpfer und Erhalter der Welt. Sie ist eine lateinische Version der pseudo-aristotelischen griechischen Abhandlung Peri kósmou. Apuleius begnügt sich aber nicht damit, den Inhalt dieser Vorlage wiederzugeben, sondern er fügt auch eigenes Gedankengut ein, besonders hinsichtlich der Rolle der Dämonen im Kosmos, und deutet die von aristotelischen Vorstellungen ausgehende griechische Vorlage in platonischem Sinne um.
Seit dem späten 19. Jahrhundert bestehen Zweifel an der Echtheit dieses Werks. Begründet werden sie unter anderem mit Irrtümern bei der Wiedergabe des griechischen Originals, die so gravierend seien, dass man sie Apuleius nicht zutrauen könne. Befürworter der Echtheit meinen die Einwände entkräften zu können.

#### Peri hermeneias
Obwohl dieses Werk in lateinischer Sprache abgefasst ist, wird es gewöhnlich mit dem griechischen Titel Peri hermēneías zitiert, unter dem es in der latinisierten Form Peri hermeniae handschriftlich überliefert ist. Dieser Titel – er bedeutet ungefähr „Über die Aussage“ oder „Über das Urteil“ – knüpft an den der einschlägigen, ebenso betitelten Abhandlung des Aristoteles an (lateinisch De interpretatione). Die kleine Schrift behandelt die Lehre vom Urteil und vom Schluss. Dabei setzt sich der Autor nicht nur mit der Lehre des Aristoteles auseinander, sondern berücksichtigt auch die spätere aristotelische Tradition und stoische Ansichten. Peri hermeneias ist das älteste lateinische Handbuch der Logik, das erhalten geblieben ist, und wurde für die lateinische Terminologie auf diesem Gebiet wegweisend. Besonderes Gewicht wird auf die Lehre vom kategorischen Syllogismus gelegt.
Ob es sich bei dem kurzen Traktat tatsächlich um ein authentisches Werk des Apuleius handelt, ist allerdings seit dem 19. Jahrhundert umstritten. Die Zweifel an der Echtheit beruhen sowohl auf stilistischen als auch auf inhaltlichen und überlieferungsgeschichtlichen Beobachtungen. Der Stil ist für Apuleius ungewöhnlich trocken, der Inhalt vorwiegend aristotelisch mit stoischen Elementen; Platonisches ist darin kaum zu finden. Die Trockenheit ist allerdings zumindest teilweise durch den Stoff bedingt, vielleicht auch durch Abhängigkeit von einer griechischen Vorlage, und die Logik war eine traditionelle Domäne der Aristoteliker. Die Verfechter der Unechtheit meinen, es handle sich um das Werk eines Logikers des 3. oder 4. Jahrhunderts, der den fehlenden Logikteil von Apuleius’ Schrift „Über Platon und seine Lehre“ ergänzen wollte. Heute überwiegt allerdings in der Forschung die Meinung, dass Peri hermeneias echt ist und dass Apuleius selbst damit die Lücke in seiner Darstellung des Platonismus zu schließen gedachte. Man geht von einer verlorenen griechischen Vorlage aus, die aber nicht nur übersetzt, sondern überarbeitet wurde. Vermutlich handelt es sich um ein Frühwerk des Apuleius, das er noch während seines Studienaufenthalts in Athen oder bald darauf schrieb.

### Rhetorische Werke

#### Über die Magie
Der gängige Titel Apologia („Verteidigungsrede“) ist wohl nicht authentisch; aus der handschriftlichen Überlieferung geht hervor, dass der ursprüngliche Titel wahrscheinlich „In eigener Sache über die Magie“ (Pro se de magia) bzw. kurz „Über die Magie“ (De magia) lautete. Die Rede ist eine wertvolle Quelle für die Geschichte der antiken Magie. Gehalten wurde sie vor dem Gericht, das über die Anklage gegen Apuleius wegen Zauberei zu befinden hatte. Die zur Veröffentlichung bestimmte Fassung kann sich aber, wie bei publizierten antiken Redetexten üblich, stark von der tatsächlich vorgetragenen unterscheiden. In der Forschung ist sogar die extreme Hypothese erwogen worden, dass die Rede eine reine literarische Fiktion ist.
Als Gerichtsredner in eigener Sache zeigt sich Apuleius witzig, schlagfertig und angriffslustig; mit Vorliebe erzielt er Effekte mit Spott und Ironie und nutzt Gelegenheiten, seine umfassende Bildung zur Schau zu stellen. Der schriftlich fixierte Redetext erweckt den Eindruck einer Interaktion zwischen Redner und Publikum; Apuleius scheint aus dem Stegreif zu sprechen und spontan auf die Gefühlsregungen seiner Hörer einzugehen. Unter anderem argumentiert er, die Anklage sei schon deswegen unglaubwürdig, weil seine Gegner, wenn sie ihm wirklich magische Fähigkeiten zutrauten, sich hüten würden, eine so mächtige Person anzugreifen.

#### „Blütenlese“
Die „Blütenlese“ (Florida) ist eine Auswahl von Passagen aus Reden des Apuleius in vier Büchern. Erhalten ist davon nur eine von einem antiken Bearbeiter stammende stark gekürzte Fassung. Sie besteht aus 23 Textstücken von unterschiedlicher Länge. Die Kurzfassung sollte wohl dem Bedürfnis nach Material für den rhetorischen Unterricht dienen. Ihr Urheber war möglicherweise der spätantike Rhetoriklehrer Crispus Salustius, der im späten 4. Jahrhundert tätig war.

### Gedichte
Apuleius verfasste Gedichte, die er auch gelegentlich in seine Prosa einstreute. Erhalten geblieben ist davon nur wenig, darunter ein erotisches Gedicht von 24 jambischen Senaren mit dem griechischen Titel Anechómenos („Der Erdulder“), das wohl eine freie Bearbeitung eines Textes des Komödiendichters Menander ist. Vermutlich stammt von Apuleius auch ein in den Noctes Atticae des Gellius überliefertes Liebesgedicht, das dort als Werk eines ungenannten jungen Freundes des Autors bezeichnet wird.

### Verlorene Werke
Apuleius erwähnt eine Reihe von teils lateinischen, teils griechischen bzw. in beiden Sprachen veröffentlichten Werken, die er verfasste und von denen ansonsten nichts bekannt ist. Einige spätantike Autoren, darunter Johannes Lydos und die Grammatiker Priscian und Charisius, überliefern Zitate aus dem verlorenen Teil seines Œuvres. Dabei ist aber zu beachten, dass einige mutmaßliche Spezialabhandlungen des Apuleius, denen in der Forschungsliteratur die Hinweise der Quellen zugeordnet werden, vielleicht nur Bestandteile von größeren Werken waren. Aus den Angaben der Quellen lassen sich die folgenden verlorenen Werken erschließen:
- Hermagoras, entweder ein Roman oder ein philosophischer Dialog; erhalten sind nur sechs kurze Fragmente. Die Romanhypothese ist wesentlich plausibler.[39]
- eine frei übersetzte lateinische Fassung von Platons Dialog Phaidon, aus der Priscian zwei kurze Zitate überliefert.[40]
- Zu den verlorenen Gedichten gehören ein Hymnus auf Asklepios in griechischer und lateinischer Fassung mit einer Einleitung in Dialogform und ein panegyrisches Gedicht auf den Prokonsul Scipio Orfitus. Apuleius veröffentlichte eine Sammlung unterhaltsamer Gedichte mit dem Titel „Tändeleien“ (Ludicra); davon sind nur einzelne Verse erhalten.[41]
- Convivales quaestiones („Gastmahlfragen“), mit diesem Titel von Macrobius und Sidonius Apollinaris erwähnt, ist wohl identisch mit einer Schrift, die Apuleius in seiner Verteidigungsrede als Naturales quaestiones bezeichnet. Er veröffentlichte sie in einer griechischen und einer lateinischen Fassung. Behandelt wurden offenbar unterschiedliche naturkundliche Themen.[42]
- Eine Untersuchung „Über die Fische“ (De piscibus); unklar ist, ob sie eine eigenständige Abhandlung war oder nur ein Teil der Naturales quaestiones oder eines rein zoologischen Werks. Apuleius geht in seiner Verteidigungsrede ausführlich darauf ein, dass er sich seltene Fische zum Zweck der zoologischen Untersuchung beschafft habe; demnach hat er in seiner Untersuchung über die Fische neben älterer Literatur auch eigene Beobachtungen in größerem Umfang verwertet.
- Die Schrift „Über die Bäume“ (De arboribus) ist bei dem spätantiken Vergil-Kommentator Servius zitiert.[43] Aus ihr stammen wohl auch Zitate, die der Fachschriftsteller Kassianos Bassos (Cassianus Bassus) in seine unter der Bezeichnung Geoponica bekannte Kompilation aufgenommen hat; die Identität des dort genannten Autors Apuleius mit Apuleius von Madauros ist nicht gesichert, aber wahrscheinlich.[44] Unklar ist, ob die Abhandlung über die Bäume eine eigenständige Schrift oder ein Teil eines botanischen oder landwirtschaftlichen Werks – letzteres vielleicht mit dem Titel De re rustica – war. Möglicherweise handelte es sich um einen Teil der Naturales quaestiones oder Convivales quaestiones des Apuleius.
- Ein von Priscian[45] erwähntes medizinisches Werk, dessen Titel vielleicht Libri medicinales, De medicina oder Medicinalia lautete. Vielleicht war es ein Bestandteil der Naturales quaestiones oder Convivales quaestiones.[46]
- De proverbiis („Über Sprichwörter“), eine Schrift in mindestens zwei Büchern, die der Grammatiker Charisius zitiert.[47]
- ein wohl literarisch ausgestaltetes Werk über Themen aus der Frühgeschichte des römischen Staates und der mythischen Vorgeschichte seiner Gründung, das Angaben über römische Münzgeschichte enthielt. Priscian gibt als Titel Epitoma („Auszug“), an anderer Stelle Epitomae historiarum an.[48]
- De re publica („Über den Staat“), eine nur bei Fulgentius bezeugte Schrift. Fulgentius führt nur ein kurzes Zitat an.[49]
- eine lateinische Übersetzung der griechischen „Einführung in die Zahlenlehre“ des Nikomachos von Gerasa.[50]
- ein Werk über Musik, das Cassiodor erwähnt, aber nur vom Hörensagen kennt.[51]
- ein Werk, für das der spätantike Schriftsteller Johannes Lydos, der es erwähnt, den griechischen Titel Erotikos angibt (lateinisch wohl Amatorius). Vermutlich handelte es sich um einen Dialog über Erotik.[52]
- ein Werk über astronomische und meteorologische Phänomene und Vorzeichen, dessen Existenz aus vier Apuleius-Zitaten bei Johannes Lydos erschlossen wird.[53]
- ein Kommentar zu „tagetischem“ Schrifttum über die etruskische Vorzeichenkunde, die auf den mythischen Tages zurückgeführt wurde.[54]

### Unechte Schriften
Der Ruhm des Apuleius und die Breite der von ihm behandelten Themenbereiche haben dazu geführt, dass ihm eine Reihe von Schriften zugeschrieben wurden, deren Verfasser er nicht ist. Die bekanntesten dieser unechten Werke sind:
- der hermetische Traktat Asclepius. Dieses im Mittelalter und in der Frühen Neuzeit populäre Werk ist die lateinische Übersetzung oder Paraphrase einer verlorenen griechischen Schrift. Es hat die Form eines Dialogs, in dem der Gott Hermes Trismegistos seinen Schüler Asklepios über die Weltordnung und über die Rolle und die Aufgaben des Menschen belehrt. In keiner der erhaltenen Handschriften erscheint Apuleius als Autor, im Mittelalter scheint die Zuschreibung an ihn noch unbekannt gewesen zu sein; erst in der Renaissance pflegte man ihn als Verfasser der Schrift oder als ihren Übersetzer anzugeben. In der modernen Forschung ist vereinzelt für Echtheit plädiert worden, doch stößt diese Hypothese kaum auf Zustimmung.[55]
- der Herbarius, ein illustriertes Handbuch der Heilpflanzen, das in Wirklichkeit aus dem 4. Jahrhundert stammt und später erweitert wurde. In einer nachträglich hinzugefügten Vorrede wird „der Platoniker Apuleius“ als Verfasser genannt. Im Mittelalter war dieses Kräuterbuch sehr beliebt und wurde Apuleius von Madauros zugeschrieben.
- ein anonym überlieferter Traktat über Physiognomik, der erst im 19. Jahrhundert Apuleius zugeschrieben wurde. In Wirklichkeit ist er in der Spätantike entstanden, wahrscheinlich in der zweiten Hälfte des 4. Jahrhunderts.[56]

## Philosophie
Apuleius nannte sich einen „platonischen Philosophen“; auf diese Bezeichnung legte er großen Wert. Dabei verstand er unter Philosophie in erster Linie philosophische Praxis, also eine philosophische Lebensweise nach klassischen Vorbildern; aus den schulphilosophischen Kontroversen hielt er sich heraus. In der älteren Forschung wurde die Hypothese vertreten, er habe zusammen mit Albinos, den man damals noch irrtümlich für den Verfasser des Lehrbuchs Didaskalikos hielt, zu den Schülern des Mittelplatonikers Gaios gehört. Tadeusz Sinko trug 1905 die Hypothese vor, dass die Lehren einer „Schule des Gaios“ aus erhaltenen Werken von Platonikern dieser Richtung, darunter Apuleius, rekonstruierbar seien. Die neuere Forschung ist aber von der Annahme, es habe eine solche Schule mit spezifischen Lehraussagen gegeben, abgekommen, da es an überzeugenden Belegen fehlt. Insbesondere geht eine Verbindung zwischen Gaios und Apuleius aus den Quellen nicht hervor.
Die Philosophie des Apuleius zeichnet sich durch eine synkretistische Haltung aus. Sie ist im Kern platonisch, nimmt aber reichlich aristotelische und stoische Einflüsse auf. Diese Vermischung der Schulrichtungen stellte für Apuleius ebenso wie für manche andere kaiserzeitliche Denker kein Problem dar, denn sie betrachteten Aristoteles als einen Platoniker und die Stoa als einen Zweig des Platonismus. Apuleius bewundert Pythagoras und betont die enge Verwandtschaft von Platonismus und Pythagoreismus. Auch für den Kynismus zeigt er Hochachtung.
Die große Bedeutung der Dämonenlehre im System des Apuleius ergibt sich daraus, dass nach seiner Überzeugung ein direkter Kontakt zwischen Göttern und Menschen unmöglich ist, da ihre Daseinsbereiche streng voneinander getrennt sind. Daher werden Dämonen als Vermittler benötigt; nur durch die Dämonen kann den Menschen von den Göttern ein Nutzen zukommen. Alle höheren Dämonen sind von Natur aus ausschließlich gut und den Göttern ähnlich; sie binden sich niemals an Körper. Die niederen Dämonen hingegen unterscheiden sich nicht von den Seelen, die menschliche Körper bewohnen; zu ihnen zählen auch die umherirrenden Seelen verstorbener Übeltäter. Dämonen sind den Leidenschaften unterworfen und reagieren emotional auf das Verhalten der Menschen. Die Götter, denen in der Dichtung solche Gefühle und Verhaltensweisen zugeschrieben werden, sind in Wirklichkeit Dämonen. Diese Dämonen sind die Ansprechpartner der Menschen, die sich mit Gebeten und kultischen Handlungen an die Instanzen wenden, die sie „Götter“ nennen. Jeder einzelne Mensch ist einem bestimmten Dämon der höheren Art als seinem persönlichen Schutzgeist zugeordnet. Der Schutzgeist wohnt in der Seele des Menschen und macht sich als innere Stimme bemerkbar. Nach dem Vorbild des Sokrates soll sich der Mensch stets der Anwesenheit seines persönlichen Wächterdämons bewusst sein und auf dessen Hinweise achten. Sokrates benötigte wegen der Vollkommenheit seines Charakters keinen mahnenden Dämon, der ihn zum Guten anleitete, sondern nur einen warnenden, der ihn vor Gefahren bewahrte.
In der unter den Platonikern umstrittenen Frage der Weltschöpfung zählt Apuleius zu den Anhängern der verbreiteten Auffassung, wonach die Welt ewig ist und ihre Schöpfung nicht als Entstehung zu einem bestimmten Zeitpunkt zu verstehen ist.
Nach Apuleius’ Darstellung des Platonismus besagt die platonische Seelenlehre, dass die Weltseele die Quelle (fons) aller Seelen ist. Die Seelen aller Lebewesen sind unkörperlich und unvergänglich. Somit geht Apuleius von einem einheitlichen Wesen des Seelischen aus und weicht insofern von der in Platons Dialog Timaios dargelegten Auffassung ab, wonach der Demiurg die Weltseele auf der Basis einer anderen Mischung schuf als die übrigen Seelen.
Das Menschenbild des Apuleius ist pessimistisch. Das Leben der weitaus meisten Menschen hält er für verfehlt. Er kritisiert ihren Mangel an Bemühen um Erkenntnis und meint, die Folge ihrer Unwissenheit seien Freveltaten und Verbrechen. Nur die wenigen Philosophen nimmt er von dieser Kritik aus.

## Rezeption

### Antike
Von dem hohen Ansehen, das Apuleius bei seinen Mitbürgern genoss, zeugt eine Statue, die ihm seine Heimatstadt errichtete; die bruchstückhaft erhaltene Ehreninschrift auf der Basis des Standbilds bezeichnet ihn als „Schmuck“ (ornamentum) von Madauros. In Karthago und anderen afrikanischen Städten errichtete man ihm schon zu seinen Lebzeiten Statuen. In Oea wehrten sich seine dortigen Feinde gegen die Errichtung einer Apuleius-Statue; daher hielt Apuleius eigens eine Rede, um sich die Ehrung zu erkämpfen.
Der Historia Augusta zufolge hat Kaiser Septimius Severus seinem Rivalen Clodius Albinus in einem Brief an den Senat zum Vorwurf gemacht, kein wirklich gebildeter Mann zu sein, sondern nur ein eifriger Leser der „Metamorphosen“. Offenbar zählte der Kaiser den Roman zur Trivialliteratur, deren Lektüre in seinen Augen eines kultivierten Römers unwürdig war.
Obwohl sich Apuleius im Gerichtsverfahren erfolgreich gegen den Vorwurf, ein Magier zu sein, zur Wehr gesetzt hatte, blieb er der antiken Nachwelt als Zauberer und Wundertäter in Erinnerung. In der Spätantike wurden ihm zugeschriebene Wundertaten sogar von Gegnern des Christentums als Beispiele dafür angeführt, dass nicht nur Christus über entsprechende Fähigkeiten verfügt habe. In den Zeuxippos-Thermen von Konstantinopel war in der Spätantike eine bronzene Apuleius-Statue aufgestellt, die ihn als Träger von Geheimwissen ehrte. In der Griechischen Anthologie sind Verse des ägyptischen Dichters Christodoros von Koptos überliefert, die darauf Bezug nehmen. Gegen Ende des 4. Jahrhunderts wurde Apuleius auf Kontorniaten (Medaillons) abgebildet; eine solche Ehrung wurde nur wenigen Philosophen und Schriftstellern zuteil.
Schon im 3. Jahrhundert wurde „Über die Welt“ in christlichen Kreisen zur Kenntnis genommen; der Theologe Novatian verwendete diese Schrift in seiner Abhandlung De Trinitate als Quelle, ohne sie zu nennen.
Der Kirchenvater Augustinus setzte sich in seiner Schrift De civitate dei eingehend mit der Dämonenlehre von „Über den Gott des Sokrates“ auseinander und kritisierte sie aus christlicher Sicht. Auch die Metamorphosen und die Verteidigungsrede kannte und erwähnte er, „Über die Welt“ zitierte er. Augustinus hielt Apuleius für eine bedeutende philosophische Autorität; keinen anderen paganen Autor zitierte er so häufig wie ihn. Der konservative Gelehrte Macrobius äußerte in seinem Kommentar zu Ciceros Somnium Scipionis sein Erstaunen darüber, dass Apuleius sich mit der Abfassung eines Romans abgegeben hatte; er meinte, dass solche Schriftstellerei nicht zu einem Philosophen passe. Martianus Capella nahm die Hochzeit der Psyche in den „Metamorphosen“ zum Muster für seine berühmte Darstellung der Hochzeit der Philologie mit Merkur; er verwertete auch Peri hermeneias, ohne diese Quelle zu nennen.
Im späten 5. oder im 6. Jahrhundert legt Fulgentius eine Umdeutung der Erzählung von Amor und Psyche in christlichem Sinn vor, womit die allegorische Interpretation einsetzt. Bei ihm ist Psyche die menschliche Seele, ihr königlicher Vater ist Gott, ihre Schwestern sind das Fleisch (im biblischen Sinne des Begriffs) und der Freie Wille. Fulgentius kritisiert die Darstellungsweise des Apuleius als umständlich und irreführend. Die gezwungene Deutung der Rollen und Vorgänge, die er vornimmt, ist schwer mit dem Handlungsablauf bei Apuleius zu vereinbaren.

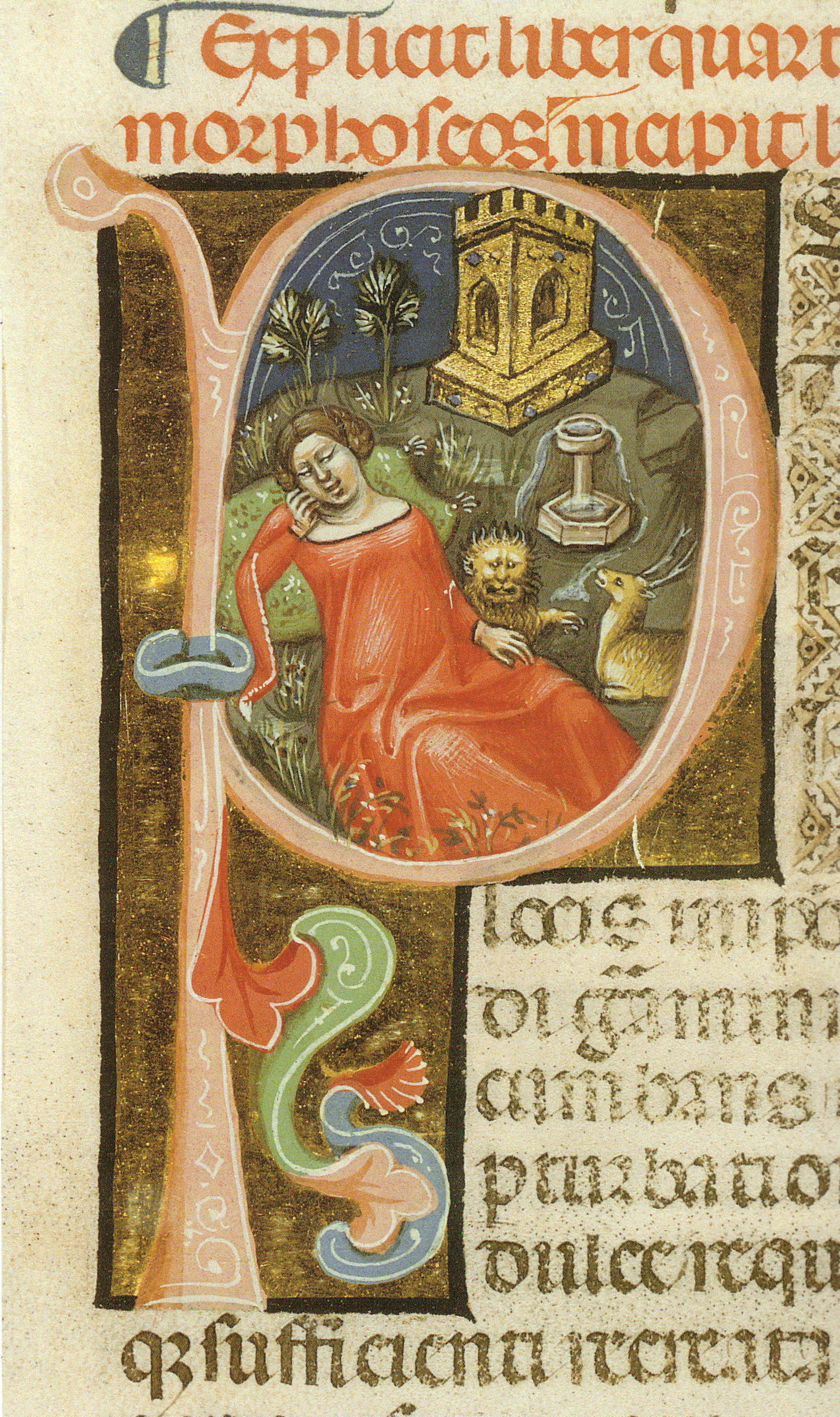
Psyche im Garten Amors. Illumination in einer Metamorphosen-Handschrift von 1345

Sidonius Apollinaris erwähnte die Phaidon-Übersetzung als Beispiel einer hervorragenden Übertragung vom Griechischen ins Lateinische.
In der bildenden Kunst der Antike (Malerei, Bildhauerei, Kunstgewerbe) war die Beziehung zwischen Amor und Psyche ein beliebtes Motiv. Sie wurde schon vor der Zeit des Apuleius dargestellt, obwohl von älteren literarischen Bearbeitungen des Stoffs nichts bekannt ist. Manche Kunstwerke lassen einen Bezug zur Erzählung in den „Metamorphosen“ mehr oder weniger deutlich erkennen.

### Mittelalter
Im Mittelalter war Apuleius als Philosoph bekannt; die Verbreitung seines Romans und der rhetorischen Werke war gering. Aus dem Frühmittelalter sind – abgesehen von Berücksichtigung in einem Glossar – keine Spuren einer Lektüre des Romans überliefert. Die älteste erhaltene Handschrift der „Metamorphosen“, der „Blütenlese“ und der Verteidigungsrede wurde im 11. Jahrhundert im Kloster Montecassino angefertigt; außerhalb des Umkreises dieses Klosters wurden die drei Werke auch im Hochmittelalter anscheinend kaum gelesen. Eine spätmittelalterliche Handschrift enthält eine umfangreiche Einführung (accessus) zu den „Metamorphosen“ und zur Verteidigungsrede; der unbekannte Autor betrachtet die Verteidigungsrede als Einführung zum Roman. Seine Interpretation ist allegorisch.
Vermutungen, wonach die „Metamorphosen“ die hochmittelalterliche französische Erzählliteratur beeinflussten, werden in der Forschung seit langem kontrovers diskutiert. Analogien zur Erzählung von Amor und Psyche finden sich insbesondere in dem anonym überlieferten Versroman Partonopeu de Blois aus dem späten 12. Jahrhundert. Sie sind aber großenteils mit direktem oder indirektem Einfluss der „Mythologien“ des Fulgentius erklärbar, und ihre Beweiskraft wird aus narratologischer Sicht teils skeptisch beurteilt.
Größer war das Interesse an den philosophischen Schriften. Die handschriftliche Überlieferung setzt in der Karolingerzeit ein, ab der Mitte des 11. Jahrhunderts ist eine stärkere Verbreitung erkennbar. Auszüge wurden in Florilegien aufgenommen. Die Dämonenlehre von „Über den Gott des Sokrates“ wurde außerdem indirekt über ihre Wiedergabe bei Augustinus rezipiert, die Geschichte von Amor und Psyche blieb dank Fulgentius präsent. Bernardus Silvestris entnahm der Schrift „Über die Welt“ Anregungen für sein um die Mitte des 12. Jahrhunderts entstandenes berühmtes Gedicht Cosmographia. Sein Zeitgenosse Johannes von Salisbury betrachtete Apuleius als Autorität für den Platonismus. In seinem Policraticus, der im Spätmittelalter sehr geschätzt wurde, übernahm er die vier letzten Kapitel von „Über den Gott des Sokrates“ wörtlich, da sie zu einer philosophischen Lebensführung ermuntern, worauf er besonderen Wert legte. Sein Bild Platons war stark von Apuleius bestimmt. Er bewunderte sowohl die Philosophie des Apuleius als auch die Schönheit seines Stils. Im Spätmittelalter berief sich Albert der Große oft auf Apuleius.

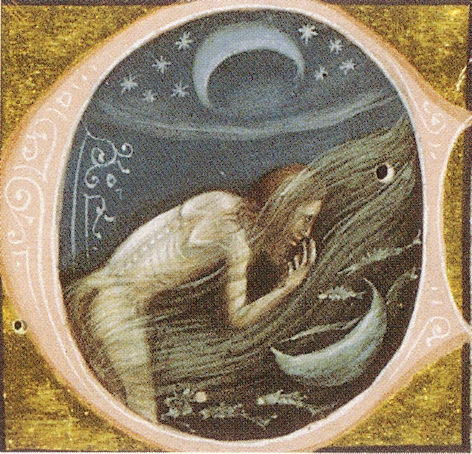
Rückverwandlung des Esels in den Menschen Lucius. Illumination in einer Metamorphosen-Handschrift von 1345

Die Schrift Peri hermeneias, von der rund drei Dutzend Handschriften erhalten sind, spielte für die Entwicklung der vorscholastischen und scholastischen Dialektik eine Rolle. Stark war die indirekte Nachwirkung über Cassiodor, der in seinen Institutiones ein langes Stück daraus zitierte und Peri hermeneias als weiterführende Literatur empfahl. Durch die Institutiones wurde Apuleius’ Darstellung des kategorischen Syllogismus ein Bestandteil des mittelalterlichen Lehrguts; schon Isidor von Sevilla übernahm sie von Cassiodor. Mit Nennung von Titel und Autor wurde Peri hermeneias im späten 8. Jahrhundert in den Libri Carolini wörtlich zitiert; dort wurde Apuleius’ Handbuch der Logik zur Lösung theologischer Probleme herangezogen. Im Hochmittelalter gehörte Peri hermeneias zur in der Schule von Chartres behandelten antiken philosophischen Literatur.
Im Byzantinischen Reich lebte in Legenden die Gestalt des Magiers Apuleius fort; in phantasievollen Geschichten erschien er als Konkurrent anderer Magier. Solche Erzählungen überliefert Michael Psellos.

### Frühe Neuzeit

#### Wissenschaftliche und literarische Rezeption
Die humanistische Rezeption der „Metamorphosen“ begann nicht erst 1355/1357 mit der Entdeckung der Handschrift von Montecassino; schon zuvor hatte sich der Humanist Giovanni Boccaccio Zugang zu einer Abschrift verschafft. Die verbreitete Behauptung, Boccaccio habe den ältesten Codex aus der Bibliothek des Klosters Montecassino nach Florenz mitgenommen und ihn sich angeeignet, trifft nicht zu; es war vielmehr wahrscheinlich der Humanist Zanobi da Strada, der die Handschrift aus Montecassino entfernte. Boccaccio nahm Ehebruchsgeschichten aus dem Roman in sein Decamerone auf. In seiner Schrift De genealogiis deorum gentilium verarbeitete er Material aus verschiedenen Werken des Apuleius. Auch Petrarca besaß eine „Metamorphosen“-Handschrift, die er mit Hunderten von Randbemerkungen versah.

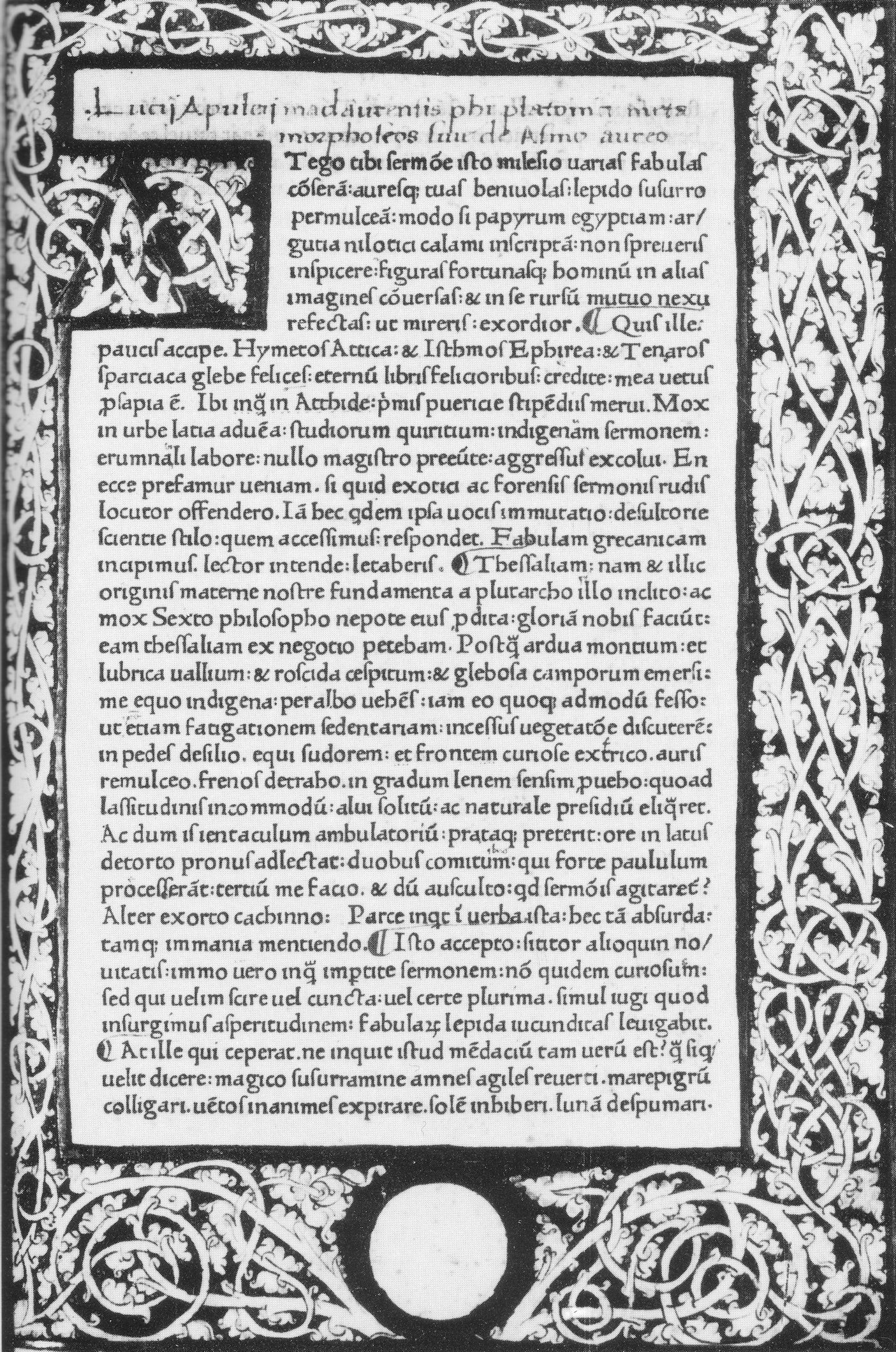
Anfang der Metamorphosen im Erstdruck, Rom 1469

Giannozzo Manetti zog bei der Abfassung seiner Sokrates-Biographie die Schrift „Über den Gott des Sokrates“ heran. 1469 erschien in Rom die erste Inkunabel der Schriften des Apuleius, herausgegeben von Giovanni Andrea Bussi, der zuvor Sekretär des Nikolaus von Kues gewesen war. Peri hermeneias war allerdings in dieser Ausgabe nicht enthalten, sondern wurde erst 1528 in Basel teilweise und 1588 in Leiden vollständig ediert. Bussi lobte die Gelehrsamkeit des antiken Autors sowie den Reichtum und die Anmut seiner Sprache. Völlig anderer Meinung war sein Zeitgenosse Lorenzo Valla; dieser berühmte Humanist schrieb 1442, wer den Stil des Apuleius nachahme, der scheine tierische Laute von sich zu geben (lateinisch rudere, ein Wort, das auch für Lautäußerungen eines Esels verwendet wurde).
Spätestens 1479 vollendete Matteo Maria Boiardo seine freie, sehr fehlerhafte italienische „Metamorphosen“-Übersetzung, den Apulegio volgare („volkssprachlicher Apuleius“); sein Auftraggeber war der Herzog von Ferrara Ercole I. d’Este. Gedruckt wurde der Apulegio volgare erst 1518. 1500 publizierte der Gelehrte Filippo Beroaldo der Ältere einen umfangreichen Kommentar zu dem Roman; er behandelte die „Metamorphosen“ in seinem Unterricht an der Universität von Bologna. Sein Kommentar, der in einer für damalige Verhältnisse hohen Auflage – 1200 Exemplare – erschien, wurde schnell populär und erzielte eine nachhaltige Wirkung. Beroaldo vertrat wie schon Bussi eine symbolische, spirituelle Deutung der Romanhandlung; beispielsweise deutete er die zur Erlösung des Esels benötigten Rosen als die (im Sinne der Humanisten aufgefasste) Bildung. Für Beroaldo war Apuleius ein stilistisches Vorbild. Damit widersetzte er sich dem damals verbreiteten Ciceronianismus, einem strengen sprachlichen Klassizismus. Die Ciceronianer lehnten Apuleius ab, sie betrachteten seinen Stil als Symptom des Kulturverfalls. In diesem Sinne äußerte sich Francesco Asolano in der Vorrede zu seiner neuen Apuleius-Edition, die er 1521 in Venedig als Aldine herausgab; abschätzig urteilten auch Philipp Melanchthon und Juan Luis Vives.
Das Motiv eines Menschen, der in einen Esel verwandelt wird, wurde in der Belletristik des 16. Jahrhunderts oft aufgegriffen; es tauchte in allegorischer ebenso wie auch in satirischer Literatur auf. Niccolò Machiavelli schrieb das satirische Gedicht L’asino („Der Esel“) in Terzinen, eine Parabel, in der er von seiner eigenen Verwandlung in einen Esel berichtet; dieses Werk blieb unvollendet. Für die zunächst in Spanien, dann auch in anderen Ländern aufblühende Gattung des Schelmenromans (Picaro-Roman) scheinen die „Metamorphosen“ Vorbildcharakter gehabt zu haben, doch ist die Beeinflussung im Detail oft schwer nachzuweisen und stark umstritten.

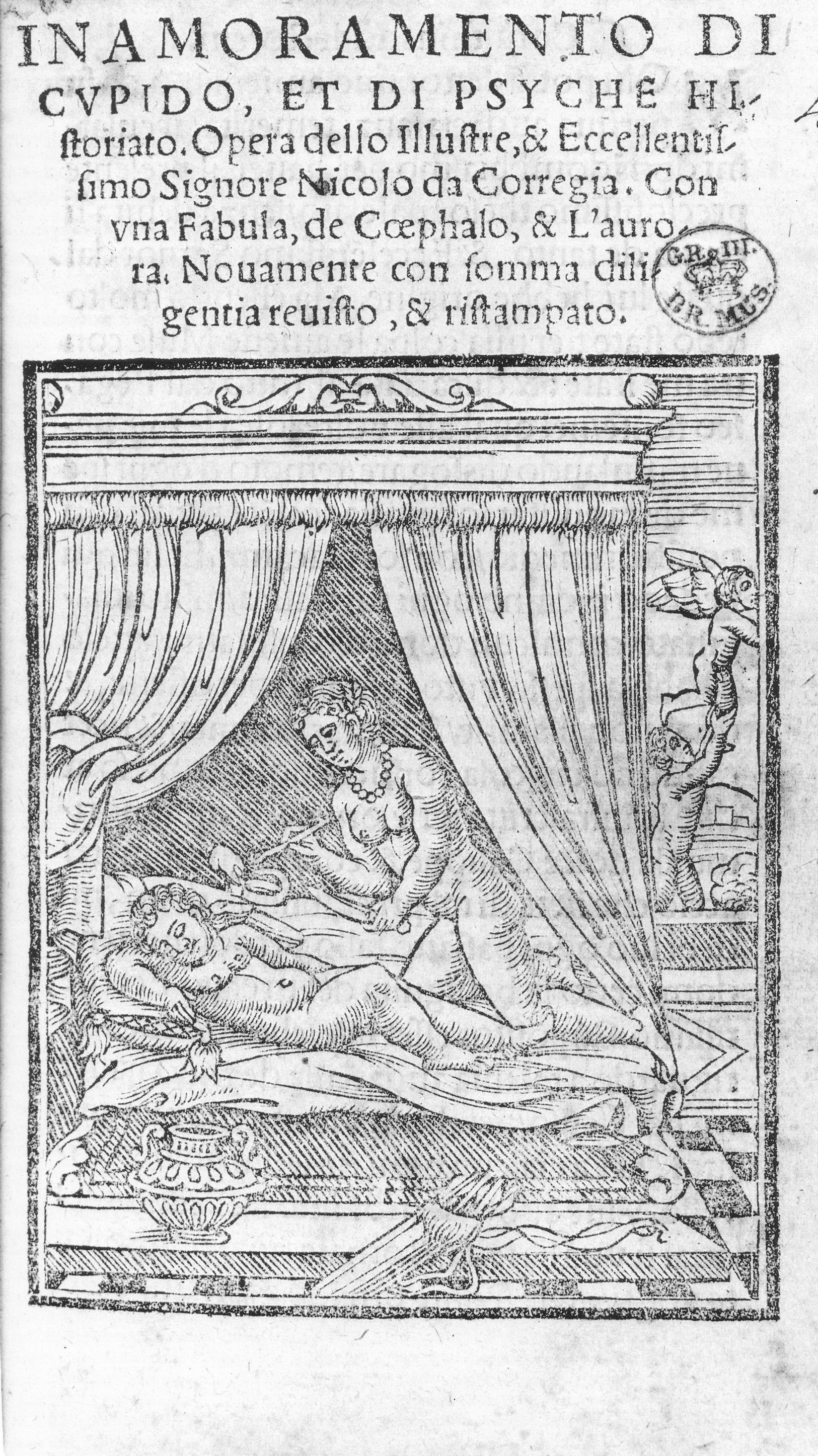
Frontispiz von Niccolò da Correggios Psyche-Gedicht in der Ausgabe Venedig 1553

Die erste deutsche „Metamorphosen“-Übersetzung, besorgt von Johann Sieder aus Würzburg, erschien 1538 bei dem Augsburger Verleger Alexander Weißenhorn im Druck. Sie war mit 78 Holzschnitten reich illustriert. Material aus Sieders Übersetzung wurde von Hans Sachs in den Meisterliedern verwertet.
Agnolo Firenzuola verfasste eine freie italienische Übersetzung oder eher Bearbeitung der „Metamorphosen“, die erst nach seinem Tod 1550 in Venedig gedruckt wurde. In Spanien veröffentlichte Diego López de Cortegana eine elegante spanische Übersetzung der „Metamorphosen“, die wohl 1513/14 erstmals erschien und oft nachgedruckt wurde. Eine französische Übersetzung von Guillaume Michel erschien 1518 und erneut 1522, eine englische von William Adlington 1566.
Besonders starke Beachtung hat seit der Renaissance die Geschichte von Amor und Psyche gefunden. Boccaccio legte in De genealogiis deorum gentilium eine allegorische Deutung der Erzählung vor. Um 1490 verfasste Niccolò da Correggio ein langes italienisches Psyche-Gedicht mit dem lateinischen Titel Fabula Psiches et Cupidinis, das er Isabella d’Este widmete; es wurde 1507 in Venedig gedruckt. Bei Correggio steht nicht Psyche im Mittelpunkt, sondern die Geschichte wird aus Amors Perspektive erzählt. Galeotto del Carretto schrieb um 1500 eine Komödie in Versen Noze de Psiche e Cupidine („Die Hochzeit von Psyche und Cupido“). Viele humanistische Autoren nahmen in ihren Werken auf die Thematik Bezug. Stark ausgeweitet wurde die Handlung in dem spanischen Epos La hermosa Psyche („Die schöne Psyche“) von Juan de Mal Lara, der zahlreiche zusätzliche Prüfungen Psyches einfügte. Ercole Udine wandelte in seinem Stanzenepos La Psiche, das 1599 in Venedig veröffentlicht wurde, die Darstellung des Apuleius leicht ab. Dieses Gedicht erschien 1617 in einer Neuauflage mit dem Titel Avvenimenti amorosi di Psiche („Liebeserlebnisse der Psyche“).
Im 16. und 17. Jahrhundert griffen englische Dichter den Psyche-Stoff auf, darunter Edmund Spenser in The Faerie Queene, William Browne im dritten Buch von Britannia’s Pastorals und Shackerley Marmion, der ein Epos The Legend of Cupid and Psyche schrieb. Thomas Heywood schuf ein Theaterstück Loves Maistresse or The Queens Masque, das wiederholt am Hof aufgeführt und 1636 veröffentlicht wurde; in dieser freien Umgestaltung des Psyche-Stoffs lässt Heywood Apuleius selbst auftreten und die Handlung kommentieren. 1662 wurde in Madrid die Komödie Ni Amor se libra de amor („Nicht einmal der Liebesgott entgeht der Liebe“) von Calderón uraufgeführt, welche die Handlung sehr frei abwandelt. 1674 erschien der drei Bücher umfassende lateinische Roman Psyche Cretica von Johann Ludwig Prasch, in dem der Stoff zu einer geistlichen Allegorie verarbeitet ist. Jean de La Fontaine veröffentlichte 1669 seinen einflussreichen Roman Les amours de Psyché et de Cupidon, in dem er den Aspekt der weiblichen Schwäche betont. Er verlegt das mythische Geschehen nach Versailles.
Einzelne Episoden aus den „Metamorphosen“ lieferten Motive für Werke der Weltliteratur wie Cervantes’ Don Quixote, wo der Protagonist wie Apuleius’ Lucius gegen Schläuche kämpft, und die Histoire de Gil Blas de Santillane von Alain-René Lesage. In einer Reihe von Stücken Shakespeares, vor allem im „Mittsommernachtstraum“, ist der Einfluss des Apuleius erkennbar.

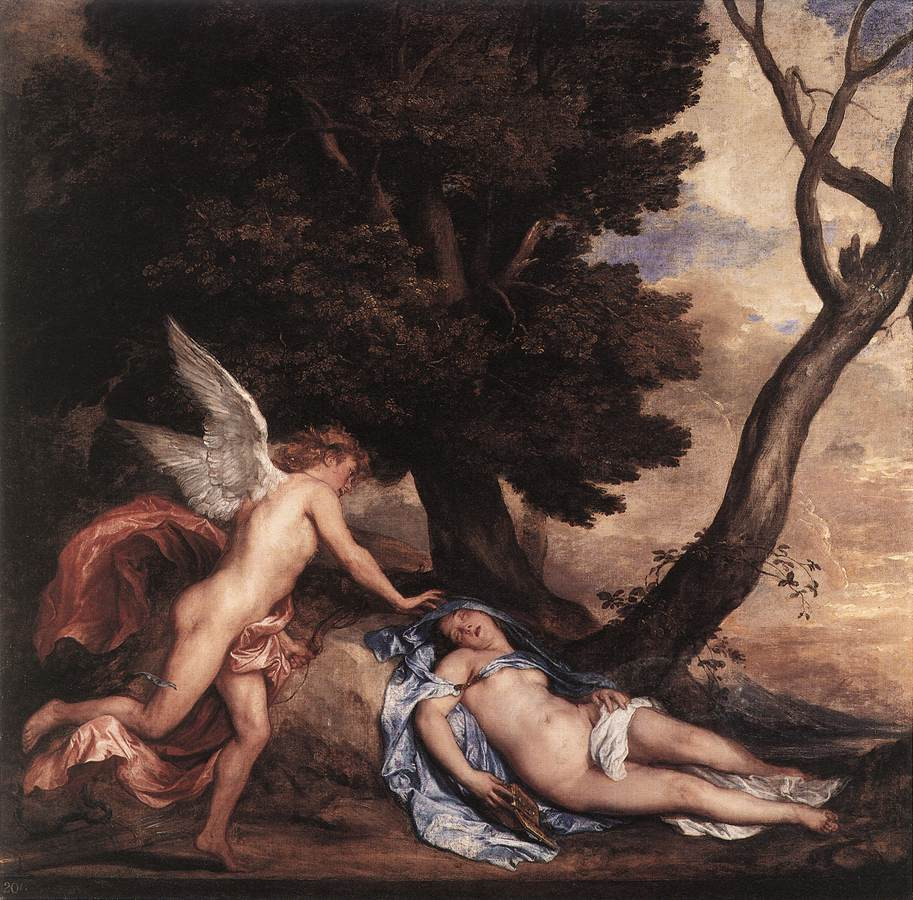
Amor und Psyche auf einem Gemälde von Anthonis Van Dyck. Royal Collection, London

Der Dichter Johann Wilhelm Ludwig Gleim schuf einen Zyklus von 68 anakreontischen Gedichten mit dem Titel Amor und Psyche, den er 1744 in seinem Versuch in scherzhaften Liedern veröffentlichte. Herder begeisterte sich für die Erzählung von Amor und Psyche; für ihn war sie „der vielseitigste, zarteste Roman, der je gedacht ward“. Dieses Lob galt aber nicht dem Autor, denn Herder meinte, Apuleius habe nur einen bereits vorhandenen Stoff bearbeitet, und zwar auf eine „sehr afrikanische“, „unanständige“ Weise.
Gegen Ende des 18. Jahrhunderts brachte die Dichterin Mary Tighe die Erzählung des Apuleius in Verse; ihr Gedicht Psyche, or The Legend of Love fand beim englischen Lesepublikum viel Anklang.

#### Bildende Kunst
Sehr breit rezipiert wurde der Psyche-Stoff in der bildenden Kunst. In der Malerei setzte die neuzeitliche Rezeption im 15. Jahrhundert ein. Francesco di Giorgio schuf ein Gemälde, das die Bestrafung der Psyche auf Befehl der Venus darstellt, Ercole de’ Roberti einen Freskozyklus über Amor und Psyche, Giorgione einen Gemäldezyklus über die Abenteuer der Psyche (zwölf Bilder, nicht erhalten). Raffael malte 1517–1518 mit seinen Schülern in Rom in der Loggia di Psiche der Villa Farnesina einen Freskozyklus, der unvollendet blieb. Giulio Romano gestaltete mit seinen Schülern im Palazzo Te bei Mantua den „Saal der Psyche“, der die Liebesgeschichte auf 23 Fresken zeigt. Perino del Vaga bemalte mit seinen Schülern 1545–1546 in einem päpstlichen Gemach der Engelsburg, der Sala di Amore e Psiche, einen Fries mit Fresken, die Szenen aus der Erzählung darstellen. Ein 1589 entstandenes Gemälde von Jacopo Zucchi zeigt Psyche, die den schlafenden Amor bewundert. Zahlreiche weitere Maler des 16. Jahrhunderts griffen einzelne Motive aus der Erzählung auf oder schufen ganze Zyklen, darunter Bernardino Luini, Polidoro da Caravaggio, Michiel Coxcie, Luca Cambiaso, Giorgio Vasari und Bartholomäus Spranger.

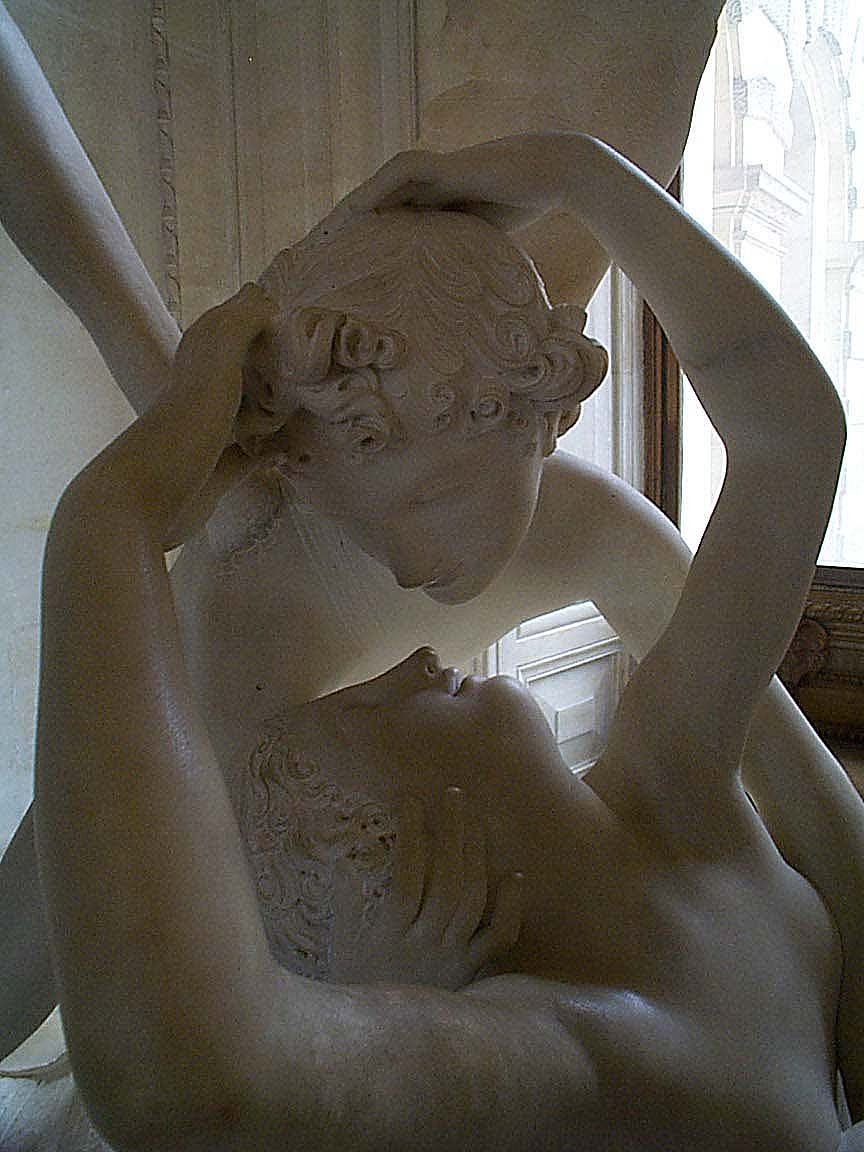
Antonio Canova: Amor weckt Psyche auf. Louvre, Paris

Auch im 17. Jahrhundert inspirierte der Psyche-Stoff viele Maler. Rubens schuf mehrere Bilder, die Szenen aus der Erzählung von Amor und Psyche darstellen. Diego Velázquez, Anthonis van Dyck, Jacob Jordaens, Guido Reni, Charles Le Brun und Claude Lorrain wählten ebenfalls solche Sujets. Im 18. Jahrhundert gestalteten u. a. François Boucher, Jean-Honoré Fragonard und Angelika Kauffmann Szenen aus der Geschichte der Psyche.
Der Bildhauer Antonio Canova schuf im späten 18. Jahrhundert Marmorskulpturen von Amor und Psyche.

#### Musik
Die musikalische Rezeption der Erzählung von Amor und Psyche setzte zu Beginn des 16. Jahrhunderts ein. Der Komponist Bartolomeo Tromboncino schuf die Bühnenmusik zu einem Drama Le nozze de Psyche ed Cupidene, das 1502 uraufgeführt wurde.
Im 17. und 18. Jahrhundert griffen viele Opernlibrettisten den Stoff auf; es entstanden Libretti mit Titeln wie La Psiche oder Amore e Psiche, die großenteils von heute weitgehend vergessenen Komponisten vertont wurden. Eine Reihe von Aufführungen sind bezeugt; so fand 1642 in Venedig die Uraufführung der Oper Amore innamorato („Der verliebte Amor“) von Francesco Cavalli statt, 1683 in Neapel die Uraufführung der Oper La Psiche ovvero Amore innamorato („Psyche oder Der verliebte Amor“) von Alessandro Scarlatti, 1738 in Neapel die Uraufführung der Oper Le nozze di Psiche con Amore („Die Hochzeit von Psyche und Amor“) von Leonardo Leo. Marco Scacchi komponierte die Oper Le nozze d’Amore e di Psiche. Jean-Baptiste Lully schuf die Musik zu dem 1671 am Hof König Ludwigs XIV. aufgeführten Ballett Psyché nach einem Plan von Molière; die Verse dazu stammten großenteils von Pierre Corneille. Sie wurde 1678 zur Tragédie lyrique Psyché umgearbeitet.

### Moderne

#### Altertumswissenschaft
Im 19. und frühen 20. Jahrhundert wurden die „Metamorphosen“ heftig kritisiert und mitunter unter triviale Unterhaltungsliteratur eingereiht. Der Roman wurde nach einem an klassischen Vorbildern orientierten Maßstab wegen Aufgeschwollenheit angeprangert und als chaotisch eingeschätzt. Eduard Norden fällte ein vernichtendes Urteil; er fand in Apuleius’ Sprache „ein wogendes Nebelmeer wüster Phantastik“ und „ungeheurlichsten Schwulst“. Es war von afrikanischem Latein (Africitas) die Rede, man brachte den getadelten Stil mit der afrikanischen Herkunft des Autors in Zusammenhang. Schon 1786 hatte David Ruhnken einen „afrikanischen Schwulst“ bei Apuleius konstatiert; Friedrich August Wolf griff dieses Schlagwort auf.

Amor und Psyche. Gemälde von Bouguereau

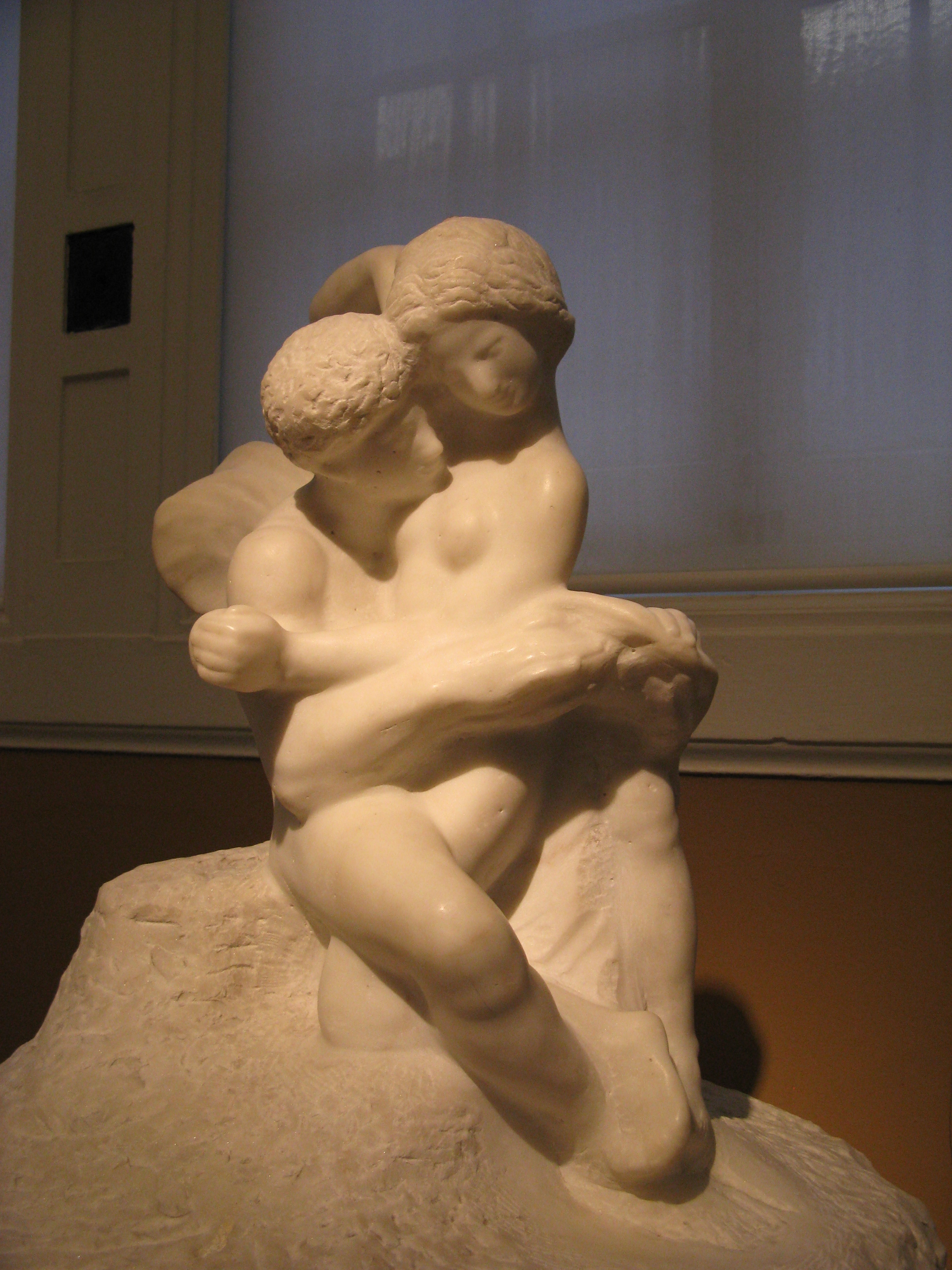
Auguste Rodin: Amor und Psyche. Victoria and Albert Museum, London

Seit der zweiten Hälfte des 20. Jahrhunderts finden das schriftstellerische Niveau, die sprachliche Brillanz und die Stilvielfalt des Apuleius bei vielen Literaturwissenschaftlern Anerkennung, wenn auch weiterhin Kritiker stilistische Übertreibungen und eine Tendenz zur Überladenheit rügen. Die raffinierte Erzähltechnik in den „Metamorphosen“ wird gewürdigt, das Werk gilt als Beitrag zur Weltliteratur. Wesentlich ungünstiger fallen bei den Philosophiehistorikern die Urteile über Apuleius’ Leistung als Philosoph aus. Arthur H. Armstrong schätzt ihn als „very inferior thinker“ ein, Matthias Baltes hält sein philosophisches Format für sehr mittelmäßig und sieht in ihm nur einen „brillanten Sprachkünster“.

#### Psychologie
Seit dem 20. Jahrhundert werden die „Metamorphosen“ auch unter dem Gesichtspunkt psychologischer Fragestellungen intensiv erforscht, wobei aber viele Psychologen ihr Augenmerk nur auf die Erzählung von Amor und Psyche richten. Den Anfang machte Franz Riklin, der 1908 in seiner Untersuchung Wunscherfüllung und Symbolik im Märchen eine freudianische Interpretation der Erzählung vorlegte; es folgten weitere Deutungen freudianisch orientierter Analytiker, darunter Bruno Bettelheim. Bei den Jungianern wurde die 1952 von Erich Neumann publizierte Untersuchung Eros und Psyche. Ein Beitrag zur seelischen Entwicklung des Weiblichen wegweisend. Eine gründliche Analyse der „Metamorphosen“ aus jungianischer Sicht legte Marie-Louise von Franz 1970 vor. Sie analysierte nicht nur das Seelenleben der Romangestalt Lucius, sondern versuchte auch die Persönlichkeit des Apuleius tiefenpsychologisch zu erfassen und sein ambivalentes Verhältnis zum Inhalt seines Romans zu erklären. Weitere Interpretationen von Jungianern folgten. John F. Makowski betonte, dass Amor, Psyche und Venus eine bedeutende seelische Entwicklung durchmachen, bevor die Geschichte zu einem glücklichen Ende kommt. Eine Forschungsbilanz präsentiert James Gollnick, der sich um eine Bestimmung der Chancen und der Grenzen einer psychologischen Apuleius-Interpretation bemüht.

#### Belletristik
Elizabeth Barrett Browning verfasste eine Reihe von Gedichten über Szenen aus Apuleius’ Erzählung. William Morris schrieb eine Verserzählung The Story of Cupid and Psyche im Rahmen seines Werks The Earthly Paradise. Robert Hamerling folgte in seinem Epos Amor und Psyche (1882) der Darstellung des Apuleius, wobei er die allegorische Deutung berücksichtigte. 1885 erschien das Gedicht Eros and Psyche von Robert Bridges.
Walter Pater hat in seinem 1885 erschienenen Roman Marius the Epicurean Motive aus den „Metamorphosen“ verwertet, darunter die Erzählung von Amor und Psyche; der Titelheld Marius ist ein Verehrer des Apuleius, den Pater auch auftreten lässt. Louis Couperus schrieb 1898 den Roman Psyche (deutsch: 1924). 
1956 erschien der Roman Till We Have Faces: A Myth Retold (deutscher Titel: Du selbst bist die Antwort) von C. S. Lewis. Er stellt Psyches Schicksal aus der Sicht ihrer älteren Schwester dar.

#### Bildende Kunst
In der Moderne blieb die Geschichte von Amor und Psyche zunächst ein häufiges Sujet der bildenden Kunst, dessen Beliebtheit sich sogar ab dem ausgehenden 18. Jahrhundert noch steigerte. Es findet sich u. a. auf Bildern von Philipp Otto Runge, Johann Friedrich August Tischbein, Francisco Goya, Edward Burne-Jones und William Adolphe Bouguereau. 1880 illustrierte Max Klinger die Erzählung des Apuleius mit 46 Radierungen. Im Lauf des 20. Jahrhunderts nahm die Popularität des Motivs in der Malerei deutlich ab, doch Oskar Kokoschka verwendete es mehrmals.
Der Bildhauer Bertel Thorvaldsen schuf eine Reihe von Statuen und Reliefs, die Szenen aus der Erzählung zeigen. Auch eine Marmorskulptur und ein Marmorrelief von John Gibson stellen Psyche dar. Auguste Rodin verewigte Amor und Psyche in mehreren Marmorskulpturen.
Der französische Zeichner Georges Pichard brachte 1985–1986 ein zweibändiges Album Les sorcières de Thessalie („Die Hexen Thessaliens“) heraus, in dem er Episoden aus den „Metamorphosen“ gestaltete. 1999 veröffentlichte der italienische Zeichner Milo Manara eine graphic novel L’asino d’oro.

#### Musik
Auch im 19. und 20. Jahrhundert entstanden eine Reihe von Kompositionen (insbesondere Opern und Ballette), deren Thema die Geschichte der Psyche ist. César Franck komponierte 1888 Psyché, ein „sinfonisches Gedicht für Orchester und Chor“, das zu seinen bedeutendsten Werken gezählt wird. Richard Franck betitelte eine 1905 entstandene Tondichtung Liebesidyll – Amor und Psyche (opus 40). Paul Hindemith schuf die Ballettouverture Amor und Psyche, deren Uraufführung 1943 in Philadelphia stattfand.

## Ausgaben und Übersetzungen
Kritische Gesamtausgabe
- Apulei Platonici Madaurensis opera quae supersunt. Teubner, Leipzig bzw. Stuttgart und Leipzig
  - Band 1: Rudolf Helm (Hrsg.): Metamorphoseon libri XI. Leipzig 1955 (Nachdruck der dritten Auflage von 1931, dazu S. 297–301 Berichtigungen und Ergänzungen)
  - Band 2 Faszikel 1: Rudolf Helm (Hrsg.): Pro se de magia liber (Apologia). Leipzig 1972
  - Band 2 Faszikel 2: Rudolf Helm (Hrsg.): Florida. Stuttgart und Leipzig 1993, ISBN 3-8154-1057-6 (Nachdruck der Auflage von 1959)
  - Band 3: Claudio Moreschini (Hrsg.): De philosophia libri. Stuttgart und Leipzig 1991, ISBN 3-519-01058-5 (enthält die philosophischen Schriften, das als Prolog zu De deo Socratis überlieferte Florida-Fragment und den pseudo-apuleischen Asclepius. Zusätzlich heranzuziehen ist die Kollation der Handschrift Florenz, Biblioteca Medicea Laurentiana, Plut 51, 9 durch Frank Regen, Der Codex Laurentianus pluteus 51,9. Ein bisher vernachlässigter Textzeuge der Apuleischen Schrift  „De deo Socratis“ (Nachrichten der Akademie der Wissenschaften in Göttingen, Philologisch-Historische Klasse 1985, 5). Vandenhoeck & Ruprecht, Göttingen 1985, S.  S. 15–40.)

Metamorphosen
- Maaike Zimmerman (Hrsg.): Apulei metamorphoseon libri XI. Oxford University Press, Oxford 2012, ISBN 978-0-19-927702-5 (kritische Ausgabe)
- Donald Struan Robertson, Paul Vallette (Hrsg.): Apulée: Les Métamorphoses. 3 Bände, Les Belles Lettres, Paris 1985–2000 (kritische Ausgabe mit französischer Übersetzung)
  - Band 1 (Bücher 1–3), 1989, ISBN 2-251-01009-2 (Nachdruck der 1. Auflage von 1940)
  - Band 2 (Bücher 4–6), 2000, ISBN 2-251-01010-6 (Nachdruck der 7., überarbeiteten Auflage von 1992)
  - Band 3 (Bücher 7–11), 1985, ISBN 2-251-01011-4 (Nachdruck der 1. Auflage von 1945)
- Edward Brandt, Wilhelm Ehlers: Apuleius: Der goldene Esel. Metamorphoseon libri XI. 5. Auflage, Artemis & Winkler, Düsseldorf und Zürich 1998, ISBN 3-7608-1508-1 (Übersetzung mit unkritischer Ausgabe des lateinischen Textes)
- Rudolf Helm (Hrsg.): Apuleius: Metamorphosen oder Der goldene Esel. 7. Auflage, Wissenschaftliche Buchgesellschaft, Darmstadt 1978 (kritische Ausgabe mit Übersetzung)
- Lucius Apuleius: Der goldene Esel. In Übersetzung von August Rode. Marix-Verlag, Wiesbaden 2009. ISBN 978-3-86539-202-2
- Niklas Holzberg: Der Goldene Esel, oder, Metamorphosen: Lateinisch – deutsch. Mit einer griechisch-deutschen Ausgabe von (Ps.?-)Lukian, Lukios oder Der Esel. (Sammlung Tusculum). De Gruyter, Berlin 2023.

Philosophische Werke
- Jean Beaujeu (Hrsg.): Apulée: Opuscules philosophiques: Du dieu de Socrate, Platon et sa doctrine, Du monde. Fragments. 2. Auflage, Les Belles Lettres, Paris 2002, ISBN 2-251-01012-2 (kritische Ausgabe mit französischer Übersetzung und Kommentar)
- Paolo Siniscalco, Karl Albert: Apuleius: Platon und seine Lehre. Richarz, Sankt Augustin 1981, ISBN 3-921255-92-9 (Übersetzung mit dem lateinischen Text)
- Matthias Baltes u. a. (Hrsg.): Apuleius: De deo Socratis. Über den Gott des Sokrates (= SAPERE. Band 7). Wissenschaftliche Buchgesellschaft, Darmstadt 2004, ISBN 3-534-15573-4 (Übersetzung mit dem lateinischen Text nach der Ausgabe von Moreschini [leicht verändert] und interpretierenden Essays)
- Mariano Baldassarri (Hrsg.): Apuleio: L’interpretazione. Liceo „A. Volta“, Como 1986 (kritische Ausgabe von Peri hermeneias mit italienischer Übersetzung und Kommentar)
- David Londey, Carmen Johanson: The Logic of Apuleius. Brill, Leiden 1987, ISBN 90-04-08421-5 (englische Übersetzung von Peri hermeneias mit dem lateinischen Text und einer ausführlichen Einführung)
- Justin A. Stover (Hrsg.): A New Work by Apuleius. The Lost Third Book of the De Platone. Oxford University Press, Oxford 2016, ISBN 978-0-19-873574-8 (kritische Edition des von Stover hypothetisch Apuleius zugeschriebenen Textes mit englischer Übersetzung und Kommentar)

Rhetorische Werke
- Paul Vallette (Hrsg.): Apulée: Apologie, Florides. 3. Auflage, Les Belles Lettres, Paris 1971 (kritische Ausgabe mit französischer Übersetzung)
- Jürgen Hammerstaedt u. a. (Hrsg.): Apuleius: De magia (= SAPERE. Band 5). Wissenschaftliche Buchgesellschaft, Darmstadt 2002, ISBN 3-534-14946-7 (Übersetzung mit dem lateinischen Text nach der Ausgabe von Helm [leicht verändert] und interpretierenden Essays)
- Rudolf Helm (Hrsg.): Apuleius: Verteidigungsrede, Blütenlese. Akademie-Verlag, Berlin 1977 (kritische Ausgabe mit Übersetzung)

### Allgemeine Darstellungen
Übersichtsdarstellungen
- Michael von Albrecht: Geschichte der römischen Literatur von Andronicus bis Boethius und ihr Fortwirken. Band 2. 3., verbesserte und erweiterte Auflage. De Gruyter, Berlin 2012, ISBN 978-3-11-026525-5, S. 1241–1258
- Jean-Marie Flamand: Apulée de Madaure. In: Richard Goulet (Hrsg.): Dictionnaire des philosophes antiques. Band 1, CNRS, Paris 1989, ISBN 2-222-04042-6, S. 298–317
- Klaus Sallmann, Peter Lebrecht Schmidt: L. Apuleius (Marcellus?). In: Klaus Sallmann (Hrsg.): Die Literatur des Umbruchs. Von der römischen zur christlichen Literatur, 117 bis 284 n. Chr. (= Handbuch der Altertumswissenschaft, 8. Abteilung: Handbuch der lateinischen Literatur der Antike. Band 4). Beck, München 1997, ISBN 3-406-39020-X, S. 292–318

Gesamtdarstellungen und Untersuchungen
- Stephen J. Harrison: Apuleius. A Latin Sophist. Oxford University Press, Oxford 2000, ISBN 0-19-814053-3
- Gerald Sandy: The Greek World of Apuleius. Apuleius and the Second Sophistic. Brill, Leiden 1997, ISBN 90-04-10821-1

Rezeption
- Robert Carver, Ingo Schaaf: Apuleius von Madaura. In: Christine Walde (Hrsg.): Die Rezeption der antiken Literatur. Kulturhistorisches Werklexikon (= Der Neue Pauly. Supplemente. Band 7). Metzler, Stuttgart/Weimar 2010, ISBN 978-3-476-02034-5, Sp. 45–68.

Handschriftliche Überlieferung
- Frank Regen: Der Codex Laurentianus pluteus 51,9. Ein bisher vernachlässigter Textzeuge der Apuleischen Schrift  „De deo Socratis“ (= Nachrichten der Akademie der Wissenschaften in Göttingen, Philologisch-Historische Klasse. 1985, Band 5). Vandenhoeck & Ruprecht, Göttingen 1985.
- Raymond Klibansky, Frank Regen: Die Handschriften der philosophischen Werke des Apuleius. Ein Beitrag zur Überlieferungsgeschichte (= Abhandlungen der Akademie der Wissenschaften in Göttingen, Philologisch-Historische Klasse. Folge 3, Band 204). Vandenhoeck & Ruprecht, Göttingen 1993. ISBN 3-525-82591-9.
- Apulei Platonici Madaurensis opera quae supersunt, Bd. 2 Faszikel 2: Rudolf Helm (Hrsg.): Florida. Stuttgart und Leipzig 1993, S. XXIX–LIX. (in lateinischer Sprache zur handschriftlichen Überlieferung von Metamorphosen, Apologie und Florida).
- Apulei Platonici Madaurensis opera quae supersunt, Bd. 3: Claudio Moreschini (Hrsg.): De philosophia libri. Stuttgart und Leipzig 1991, S. III–XIII (in lateinischer Sprache zur handschriftlichen Überlieferung der philosophischen Schriften).
- Claudio Moreschini: Ricerche sulla tradizione manoscritta del De interpretatione (=Peri Hermeneias) pseudoapuleano. In: Pan. 10, 1990, S. 61–73.

### Kommentare und Untersuchungen zu einzelnen Werken
Metamorphosen-Kommentare
- Apuleius Madaurensis: Metamorphoses. Bouma (ab 1985 Egbert Forsten), Groningen 1977–2007 (ausführliche Kommentare)
  - Wytse H. Keulen: Book I, 2007, ISBN 978-90-6980-154-4
  - Benjamin Lodewijk Hijmans u. a.: Book IV 1–27, 1977, ISBN 90-6088-059-5
  - Maaike Zimmerman u. a.: Books IV 28–35, V and VI 1–24: The Tale of Cupid and Psyche, 2004, ISBN 90-6980-146-9
  - Benjamin Lodewijk Hijmans u. a.: Books VI 25–32 and VII, 1981, ISBN 90-6088-079-X
  - Benjamin Lodewijk Hijmans u. a.: Book VIII, 1985, ISBN 90-6980-005-5
  - Benjamin Lodewijk Hijmans u. a.: Book IX, 1995, ISBN 90-6980-085-3
  - Maaike Zimmerman: Book X, 2000, ISBN 90-6980-128-0.
- Danielle Karin van Mal-Maeder: Apulée: Les Métamorphoses. Livre II, 1–20. Dissertation Groningen 1998, ISBN 90-367-0883-4 (Kommentar).
- Rudi T. van der Paardt: L. Apuleius Madaurensis: The Metamorphoses. A commentary on book III with text & introduction. Hakkert, Amsterdam 1971, ISBN 90-256-0573-7.
- John Gwyn Griffiths: Apuleius of Madauros: The Isis-Book (Metamorphoses, Book XI). Brill, Leiden 1975, ISBN 90-04-04270-9 (ausführlicher Kommentar).

Untersuchungen zu den Metamorphosen
- Carl C. Schlam: The Metamorphoses of Apuleius: On Making an Ass of Oneself. Duckworth, London 1992, ISBN 0-7156-2402-4.
- Luca Graverini: Le Metamorfosi di Apuleio: letteratura e identità. Pacini, Ospedaletto (Pisa) 2007, ISBN 978-88-7781-869-0.
- Stefan Tilg: Apuleius’ Metamorphoses: A Study in Roman Fiction. Oxford University Press, Oxford 2014, ISBN 978-0-19-870683-0.
- Georg von Simson: Die Botschaft des Goldenen Esels. Neue Befunde zu den Metamorphosen des Apuleius (= Nachrichten der Niedersächsischen Akademie der Wissenschaften zu Göttingen. Neue Folge, Band 4). Niedersächsische Akademie der Wissenschaften zu Göttingen, Göttingen 2023, ISBN 978-3-946048-21-3 (Digitalisat).

Rezeption der Metamorphosen
- Robert H. F. Carver: The Protean Ass. The Metamorphoses of Apuleius from Antiquity to the Renaissance. Oxford University Press, Oxford 2007, ISBN 978-0-19-921786-1.
- Sonia Cavicchioli: Amore e Psiche. Alberto Maioli, Milano 2002, ISBN 88-87843-07-4 (Bildband mit zahlreichen hervorragenden Abbildungen zur Rezeption in der bildenden Kunst von der Antike bis zur Moderne).
- Julia Haig Gaisser: The Fortunes of Apuleius and the Golden Ass. A Study in Transmission and Reception. Princeton University Press, Princeton 2008, ISBN 978-0-691-13136-8.
- Stephen Harrison und Regine May: Apuleius in European literature: Cupid and Psyche since 1650. (Classical presences). Oxford University Press, Oxford 2024.
- Ulrike Stephan: Deutsche Übersetzungen der Metamorphosen des Apuleius seit 1780. In: Josefine Kitzbichler, Ulrike Stephan (Hrsg.): Studien zur Praxis der Übersetzung antiker Literatur. Geschichte – Analysen – Kritik. De Gruyter, Berlin u. a. 2015, ISBN 978-3-11-042649-6, S. 277–360.

Philosophische Schriften
- Stephen Gersh: Middle Platonism and Neoplatonism. The Latin Tradition. Band 1. University of Notre Dame Press, Notre Dame (Indiana) 1986, ISBN 0-268-01363-2, S. 215–328.
- Adolf Lumpe: Die Logik des Pseudo-Apuleius. Ein Beitrag zur Geschichte der Philosophie. Seitz, Augsburg 1982, ISBN 3-9800641-0-7.
- Frank Regen: Apuleius philosophus Platonicus. Untersuchungen zur Apologie (De magia) und zu De mundo. De Gruyter, Berlin 1971, ISBN 3-11-003678-9.

Rhetorische Schriften
- Vincent Hunink: Apuleius of Madauros: Florida. Gieben, Amsterdam 2001, ISBN 90-5063-218-1 (ausführlicher Kommentar).
- Vincent Hunink: Apuleius of Madauros: Pro se de magia (Apologia). Band 2: Commentary. Gieben, Amsterdam 1997, ISBN 90-5063-167-3.
- Benjamin Todd Lee: Apuleius’ Florida. A Commentary. De Gruyter, Berlin 2005, ISBN 3-11-017771-4.
- Jürgen Hammerstaedt u. a. (Hrsg.): Apuleius: De magia (= SAPERE. Band 5). Wissenschaftliche Buchgesellschaft, Darmstadt 2002, ISBN 3-534-14946-7 (Text und Übersetzung mit interpretierenden Essays).

## Hörbücher
- Amor und Psyche. Gelesen von Helene Grass. Verlag Grosser & Stein, Pforzheim 2007, ISBN 978-3-86735-213-0.
- Amor und Psyche. Gelesen von Angela Winkler. Verlag der sprachraum, Berlin 2003, ISBN 3-936301-05-0.